# 三菱・アウトランダー
アウトランダー（OUTLANDER）は、三菱自動車工業が製造・販売するミドルサイズのSUVである。
なお、本項目での世代数は日本仕様に準拠しているため、日本国外では1世代ずつ増えることに留意されたい。これは、日本国外ではエアトレックが初代「アウトランダー」として販売されており、グローバルでの2代目（日本国内初代）から日本仕様車も「アウトランダー」の名称に統一されたためである。

## 概要
ダイムラー・クライスラーや現代自動車との共同開発のワールドエンジンを基に新開発された直列4気筒排気量2.4 L、最高出力125 kW (170 PS) の4B12とV型6気筒3.0 L、162 kW (220 PS) の6B31 MIVECエンジンが搭載された。駆動方式は当初は四輪駆動（4WD）のみ設定であったが、新たに二輪駆動（2WD）も加わった。なお2010年以降、欧州仕様には2.2 L、130 kw（174 PS）の4N14直噴ディーゼル（DI-D）MIVECエンジンも搭載される。
トランスミッションは2.4 L車・2.0 L車ともにINVECS-III 6速マニュアルモード付CVT。3.0 L車にはINVECS-IIマニュアルモード付6速ATが組み合わされていた。
プラットフォームもダイムラー・クライスラーとの共同開発のGSプラットフォームを採用する。翌年以降に発売されるデリカD:5、ギャランフォルティスと共通のCセグメント用の新しいプラットフォームである。
シートは、5人乗りと7人乗り仕様が設定される。テールゲートは上下開き式。オーディオはアメリカの音響メーカー・ロックフォード・フォズゲートとの共同開発である「プレミアムサウンドシステム」を標準およびオプションで用意した。
ラリーレイドでも頻繁に採用されており、2008年パリ・ダカールラリーに三菱チームのサポートカーとして参加している。また2013 - 2015年にはアジアクロスカントリーラリーにPHEVでワークス参戦し、3年連続完走・クラス優勝を果たした。2015年はクロスカントリーラリー・ワールドカップの1戦である、ポルトガルのバハ・ポルタレグレ500にも参戦。ナショナルクラス3位で走行中にトラブルで下位に沈んだが、完走を果たしている
また、PSA・プジョーシトロエンへもOEM供給され、プジョー・4007、シトロエン・Cクロッサーとして販売された。

## 初代 CW5W/6W型（2005年 - 2014年）
軽量高剛性ボディを採用。ボディ各部に、サイドボディと結合してボディ全体の剛性を高める閉断面ルーフボーやフロント周りを強化するステフナ、サイドブレースなどを採用している。また、ルーフパネルにサンルーフ装着車を除き軽量なアルミを採用し重心を安定し、運動性能を向上させている。
エンジンは、4B11 2.0L直列4気筒DOHC16バルブと4B12 2.4L直列4気筒DOHC16バルブがある。また、6B31 3.0L V型6気筒SOHC24バルブは2007年10月から2009年9月まで搭載されていた。
サスペンションはフロントに、マクファーソンストラット式サスペンションを採用。ワイドトレッド設計により走行安定性を高めた。また、クロスメンバーの左右方向を剛性を高めている。
電子制御4WDを採用している。燃費のよい「2WD」、あらゆる走行環境に適応できる「4WDオート」、より力強いトラクションが得られる「4WDロック」の3つのモードを選択できる。フロアコンソールにあるドライブモードセレクタ（ダイヤル）により、走行中でもモード切り替えが可能。
また、日本国外仕様のアウトランダー（上級グレード）にS-AWC（Super All Wheel Control）を搭載する。S-AWCは、4輪の駆動力、制動力の制御を軸とし、「意のままの操縦性」と「卓越した安定性」を高次元で具現化した、三菱自動車の車両運動統合制御システムである。「スノー」「ターマック」「ロック」の3種類を状況に応じて選択することができる。「スノー」の前後駆動配分は70:30、「ターマック」の前後駆動配分は90:10、「ロック」は前後駆動配分は55:45である。

### 年表
- 2005年10月17日 - 日本国内で発売。目標月間販売台数は2,000台と発表されている。当初は2.4Lエンジンのみで、グレード体系は「M」と「G」の2グレード、それぞれに5人乗り仕様と7人乗り仕様が用意されていた。
  - 北米仕様は2006年4月のニューヨーク国際オートショーで発表。新開発の3.0L V6MIVECエンジンに6速ATを組み合わせたモデル（こちらはFFと4WDの2つの駆動方式を選べる）。
  - 欧州仕様は2006年9月のパリサロンにコンセプトモデルを出展。欧州向けコルトやL200と同様に、富士山型のフロントグリル（いわゆるブーレイ顔）を採用する点が日本仕様や北米仕様とは異なる。コンセプトモデルではフォルクスワーゲン製2.0Lディーゼルエンジン+6速MTが搭載されていたが、市販モデルでは2.4Lと3.0L V6ガソリンも用意される。
- 2006年5月30日 - 「G」の7人乗り仕様をベースに、18インチアルミホイール、サイドピンストライプ、フロントグリル外周部などエクステリアの随所にゴールドを配し、フロントバンパーアンダーカバー、サイドドアガーニッシュ、ドアアウターハンドルをボディ同色に変更。更に、通常はメーカーオプション設定となっている本革シート、フロントシートヒーター、運転席4ウェイパワーシートを標準装備した特別仕様車「G-Limited Edition」を発表（6月9日販売開始）。ボディカラーはブラックマイカとオプションカラーのホワイトパールの2色を設定。
- 2006年10月24日 - マイナーチェンジ。
  - パワーステアリングの特性改良、エンジンオイルポンプの改良とプリマフラーの追加を行ったほか、インテリアでは既存のブラック基調に加え、ベージュ基調を追加（メーカーオプション設定の本革シートも同様）。ステアリングホイールのデザインがリファインされ、「G」はステアリングホイールオーディオリモコンスイッチに夜間照明を追加。さらに、16インチアルミホイールをメーカーオプションに追加した。
- 2006年12月20日 - 「M」の7人乗り・ブラック内装仕様をベースに、上級グレードの「G」で採用されているパドルシフト、本革巻ステアリングホイール（オーディオリモコンスイッチ付）、本革巻シフトノブや撥水加工済みのニット&メッシュファブリック生地（フロント・セカンドシート）、更に、本来はメーカーオプション設定となっているMD&6連奏CDチェンジャー&AM/FMラジオ（MP3再生対応）+6スピーカー、16インチアルミホイールを装備した特別仕様車「M-Style Edition」を発売。ボディカラーはクールシルバーメタリック、ブラックマイカ、ホワイトパール（オプションカラー）の3色を設定した。
- 2007年4月25日 - 「M」の7人乗り・ブラック内装仕様をベースに、大型テールゲートスポイラーや上級グレードの「G」で採用されている18インチアルミホイール、フロントフォグランプ、サイドドアガーニッシュ（ボディ同色）、マフラーカッターを装備するとともに、パドルシフト、本革巻ステアリングホイール、本革巻シフトノブ、ロゴ入り専用スカッフプレートなどを装備した特別仕様車「Sport Style Edition」を発売。
- 2007年7月 - フランスのPSAへOEM供給し、プジョー・4007およびシトロエン・Cクロッサーとして欧州で発売開始。エンジンは、三菱製2.4Lガソリンと、PSA&フォード製2.2L DW12 TED4 コモンレールディーゼルが用意される。組立は水島製作所（一時期は名古屋製作所岡崎工場でも生産された）。
- 2007年10月17日 - マイナーチェンジ。
  - 3.0L V6（6B31）のMIVEC SOHC24バルブ・アルミブロックエンジンとスポーツモード付き6速ATを搭載した新グレード「30G」「30MS」を追加。これらのグレードではフロントグリル・サイドシルガーニッシュ・18インチアルミホイールを新デザインとし、デュアルマフラーカッターを採用。さらに、「30G」にはメッキのドアアウターハンドル、合成皮革とメッシュファブリックのシート生地を採用し、クルーズコントロールを標準装備した（「30MS」でもメーカーオプションにて装備可能）。
  - 2.4L車は「24M（5人乗り仕様のみ）」・「24G」とするとともに、中間グレードの「24MS」を新設。全車でサイドターンランプ内蔵ドアミラーを標準装備し、ドアトリムのデザインを変更。「24MS」と「24G」は「30G」の一部装備をメーカーオプションで追加できるようにした。
- 2008年3月26日
  - 中華汽車が初代アウトランダーをモデルチェンジし、生産を開始したと発表した[3]。4B12型エンジンを搭載している。
- 2008年5月28日
  - エアロパーツなどでドレスアップしたエアロ仕様車「ROADEST（ローデスト）」を追加。「24G」と「30G」の2グレードを設定する（いずれも7人乗り仕様のみ）。
- 2008年8月28日
  - マイナーチェンジ。「24MS」・「24G」・「ROADEST 24G」に2WD車を追加し、「24MS」と「30MS」は7人乗り仕様のみとした。さらに、2.4L車はサイドシルガーニッシュを大型化し、3.0L車はサイドウィンドウモールとテールゲートガーニッシュにメッキ加工を施した（いずれも「ROADEST」は適応外）。
- 2008年10月
  - 韓国・ソウルの総輸入販売代理店であるMMSKコーポレーション[注釈 1]を通じて韓国国内での販売を開始した（V6・3.0Lモデルのみ）。
- 2009年2月4日
  - 「24MS」をベースに、装備を厳選しながらCDプレイヤーを標準装備した廉価2WDグレード「24E」を追加。
- 2009年4月9日
  - 「24E」と「24MS」・「24G」の2WD車の燃費を向上。これにより、「平成22年度燃費基準+15%」を達成した。
- 2009年4月
  - ニューヨーク国際オートショーにて「アウトランダーGT」のプロトタイプを公開。フロントセクションにランサーエボリューションXやギャランフォルティス同様の「ジェットファイター・グリル」を採用している。その後、同年秋に発売された北米向け2010年モデルから「ジェットファイター・グリル」が正式に採用された。
- 2009年9月3日 - マイナーチェンジ。
  - 燃費向上でCVT制御の見直しや走行抵抗を低減させることで、2.4Lエンジン搭載車の10・15モード燃料消費率（国土交通省審査値）を、4WD車は11.6km/Lから12.2km/Lに、2WD車は12.2km/Lから12.6km/Lに向上させた。
  - グレードの見直しではステッチ付合皮貼りソフトパッドの内装や、メッキを多用した外観など、上質な内外観とした最上級グレード「24G Premium」を設定した。その代わり3.0Lエンジン搭載の「30G」「30MS」グレードを廃止した。
  - エクステリアでは新デザインのメッキフロントグリル（「24G Premium」を除く。「24G Premium」は従来3.0L車で採用していたメッキフロントグリルを採用）とワイド感を強調したリヤバンパーを採用した。さらに「24G Premium」にはメッキサイドシルガーニッシュを採用した。「24MS」「24G」「24G Premium」に、新デザインの18インチアルミホイールを採用した。新デザインのウィンカー付電動格納式リモコンドアミラーを採用した。ボディカラーは、クォーツブラウンメタリック、コズミックブルーマイカの2色を追加し、合計7色とした（ユーログリーンメタリック、プラチナベージュメタリック、ディープブルーマイカは廃止）。
  - インテリアでは「24G」「24G Premium」のドアトリム、メーター上部、グローブボックス上面にステッチ付合皮貼りソフトパッドを採用し、上質な内装とした。シート生地を、質感の高いスエード調ベロア&メッシュファブリックに変更した。新デザインのハイコントラストメーターとカラー液晶マルチインフォメーションディスプレイを採用した（「24E」「24M」を除く）。「24E」「24M」には新デザインのメーターを採用した。運転席と助手席のバニティミラーに照明を追加した。
  - 機能・装備では坂道でのスムーズな車両発進を実現するヒルスタートアシストを4WD車に採用した。急減速時、またはABS作動時に、ハザードランプを通常の1/2の周期で点滅させることで後続車に緊急制動を伝え危険を促すESS（緊急制動信号システム）、ウォッシャーレバーをワンタッチ操作するだけで一定時間ウォッシャー噴霧とワイパーが作動するコンフォートウォッシャーを採用した。「24MS」「24G」「24G Premium」には、乗降時にポジションランプやヘッドライトを30秒間点灯させ、夜間の乗降に安心感をあたえるウェルカムライト、カミングホームライト機能を追加した。
- 2009年12月24日 - マイナーチェンジ。
  - 従来の「24E」・「24MS」をベースに、エンジンを4B11型 2.0L MIVEC DOHCエンジンに変更した新グレード「20E」・「20MS」を追加。これらのグレードは2WD車で「平成22年度燃費基準+25%」を、4WD車で「平成22年度燃費基準+20%」をそれぞれ達成した。
  - 新グレードの追加に伴い「24E」・「24M」・「24MS」及び「24G」の2WD車を廃止。2.4L車は4WDのみの設定とし、「24G」と「24G Premium」に整理された。
  - 「ROADEST」も従来の「24G（2WD車）」に替わり、「20MS（2WD/4WD）」を追加すると共に、ヘッドライト[注釈 2]やバンパー、グリルといったフロント周りを一新[注釈 3]すると共にリアバンパーのデザインも変更し、ドアアウターハンドルとテールゲートガーニッシュをメッキ仕様にした（「ROADEST」は、2010年1月13日販売開始）。
- 2010年4月7日 - 韓国仕様をマイナーチェンジ。北米仕様と同じジェットファイターグリルを採用。2.4Lも追加された。
- 2010年7月8日 - 「ROADEST 20MS」をベースに装備内容を厳選して求め易い価格設定にした特別仕様車「ROADEST Limited Edition」を発表（7月15日販売開始）。
- 2010年7月
  - 欧州仕様に2.3Lコモンレールディーゼルターボエンジン（4N14）を追加。6速MTのみ。TC-SST搭載車はPSA&フォード製2.2L DW12 TED4 コモンレールディーゼルターボエンジン（4HK1）のまま継続。
- 2010年9月2日 - マイナーチェンジ（9月16日販売開始）。
  - 減速エネルギー回生システムの制御変更を行って最適化し、エンジン内部の摺動抵抗も低減。さらに、2.0L車はCVT制御も変更されたことで、全てのグレードで燃費を向上。このため、2.0L・4WD車は「平成22年度燃費基準+25%」を達成した。
  - グレード展開の見直しを行い、「20E」をベースにスエード調ベロア&メッシュファブリックのシート生地、本革巻ステアリングホイール/シフトノブ、メッキパーキングブレーキレバーノブ等を追加装備し、インテリアの質感を重視した「20M」と「20MS」・「ROADEST 20MS」をベースにディスチャージヘッドライト、合成革貼りインテリア、キーレスオペレーションシステム、ロックフォードフォズゲート プレミアムサウンドシステム等を追加装備した「20G」・「ROADEST 20G」を新設。入れ替えで「20E」・「20MS」・「ROADEST 20MS」を廃止。また、「24G」の5人乗り仕様も廃止されたため、全グレード7人乗り仕様となった。
  - 装備面も強化され、ブレーキアシスト機構をペダル踏力・踏込み速度感応型に変更し安全性を向上すると共に、フロントドア周りの遮音を改善したことで静粛性も向上。シフトノブのデザインも変更された。さらに、既に一部のグレードに装備されているウェルカムライト、カミングホームライト機能やECOランプを「20M」と「ROADEST Limited Edition」にも装備された。「20G」にはオプションパッケージとして、「24G Premium」と同一外観にするための装備品を揃えた「プレミアムエクステリアパッケージ」を設定した。なお、今回の一部改良モデルより、5年目以降の車検入庫時に保証延長点検（24か月定期点検相当）を受けることを条件に適用される「最長10年10万km特別保証延長」の対象車種となった。
- 2010年9月17日
  - ロシア・カルーガ州にあるPSAとの合弁会社「PCMA Rus（ピーシーエムエー・ルス）」において4007、Cクロッサーとともに生産を開始[4]。
- 2010年12月20日
  - 「20G」・「ROADEST 20G」・「24G」・「ROADEST 24G」をベースに、リアビューカメラ付7インチワイドディスプレイHDDナビゲーションシステム（MMCS）とクルーズコントロールを装備した特別仕様車「Navi Collection」を発表（2011年1月21日販売開始）。
- 2011年10月13日 - マイナーチェンジ。
  - 走行中、アクセルペダルとブレーキペダルを同時に踏んだ場合にブレーキを優先するブレーキオーバーライド制御を新たに標準装備。また、後続車のヘッドライトの光を感知し、光の反射を調整する自動防眩機能を備え、シフトポジションを「R」にすると、内蔵された3.3インチカラー液晶モニターが後方の様子を映し出し、安全な後退・駐車をサポートするリアビューモニター付ルームミラー（自動防眩機能付）をメーカーオプションとして設定。「20M」はホイールカバーのデザインも変更した。グレード体系を見直し、「20M」の4WD車及び最上級グレードの「24G Premium」を廃止。これに伴って、「24G」には「24G Premium」で標準装備していたプレミアム内装をメーカーオプションとして新たに設定した。
- 2012年9月[5]
  - 生産終了。在庫対応分のみの販売となる。
- 2012年10月
  - 2代目と入れ替わる形で日本での販売が終了。
- 2014年11月
  - モデルチェンジに伴い台湾での生産が終了。以降、在庫販売のみとなる。

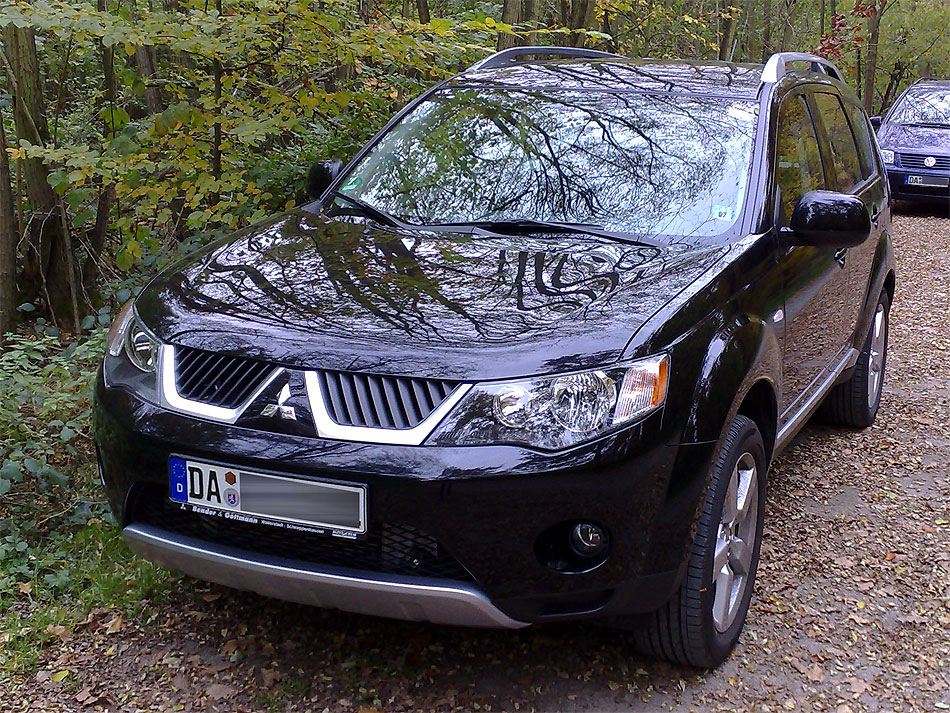
欧州仕様初期型
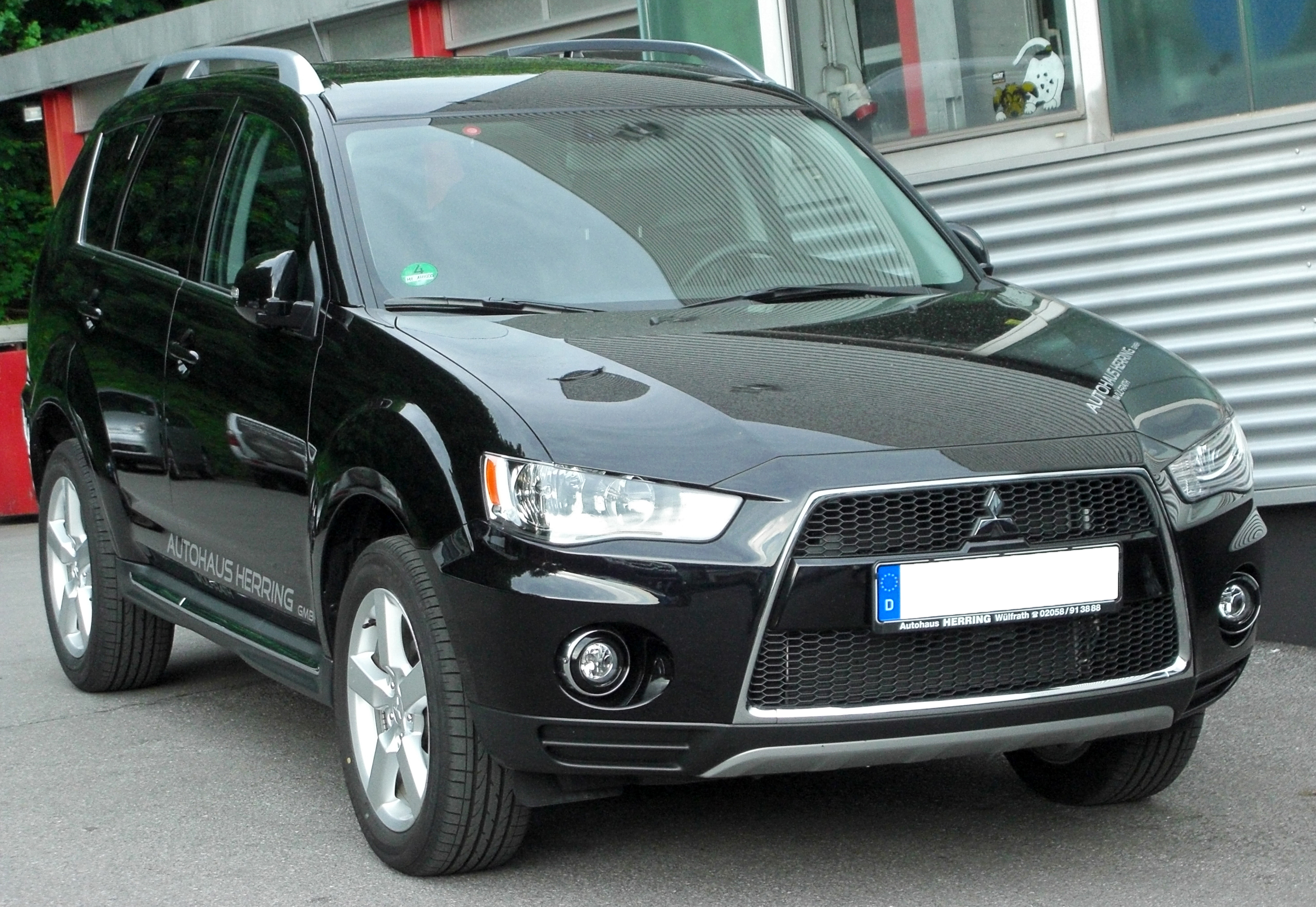
欧州仕様改良型
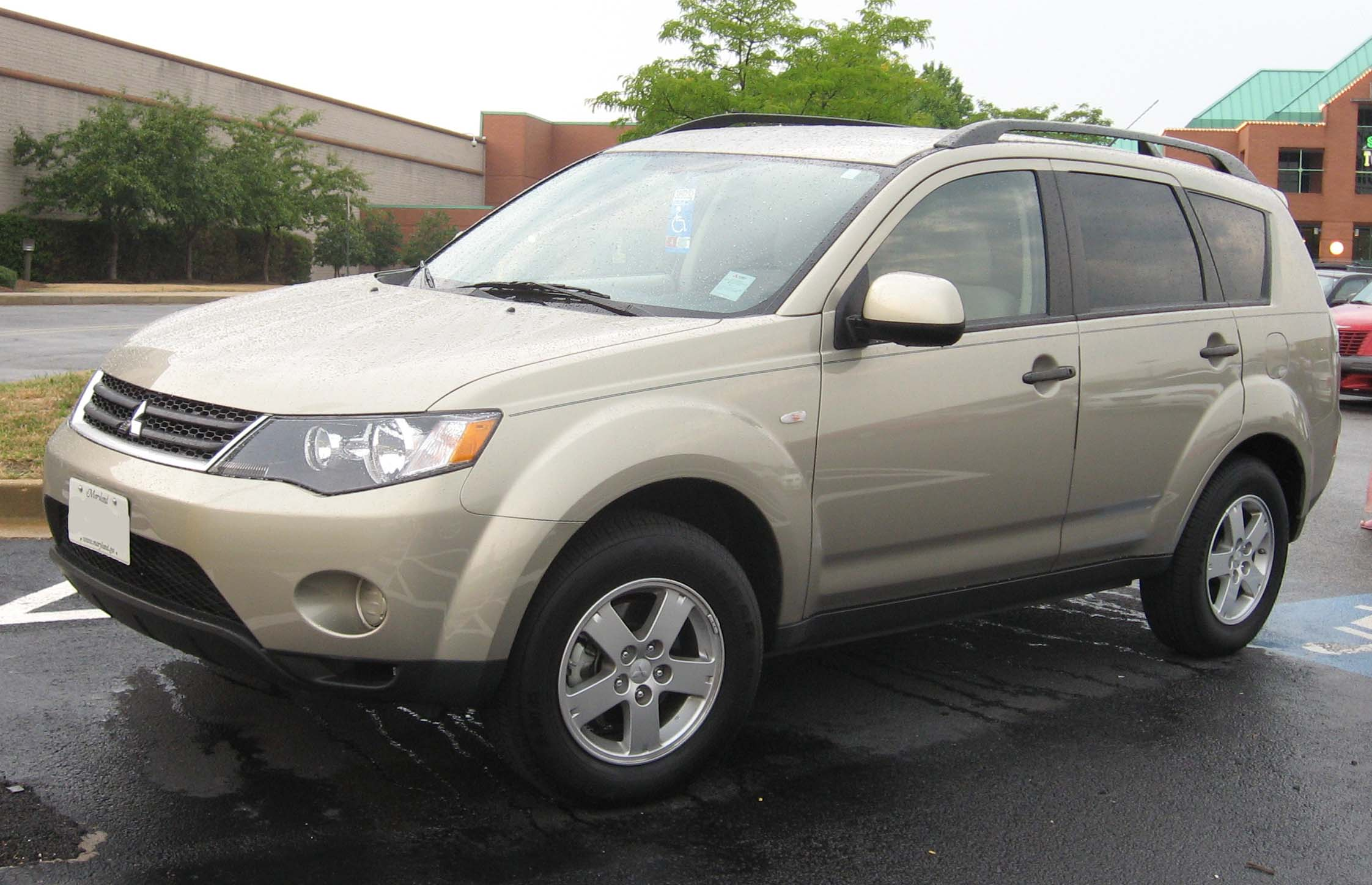
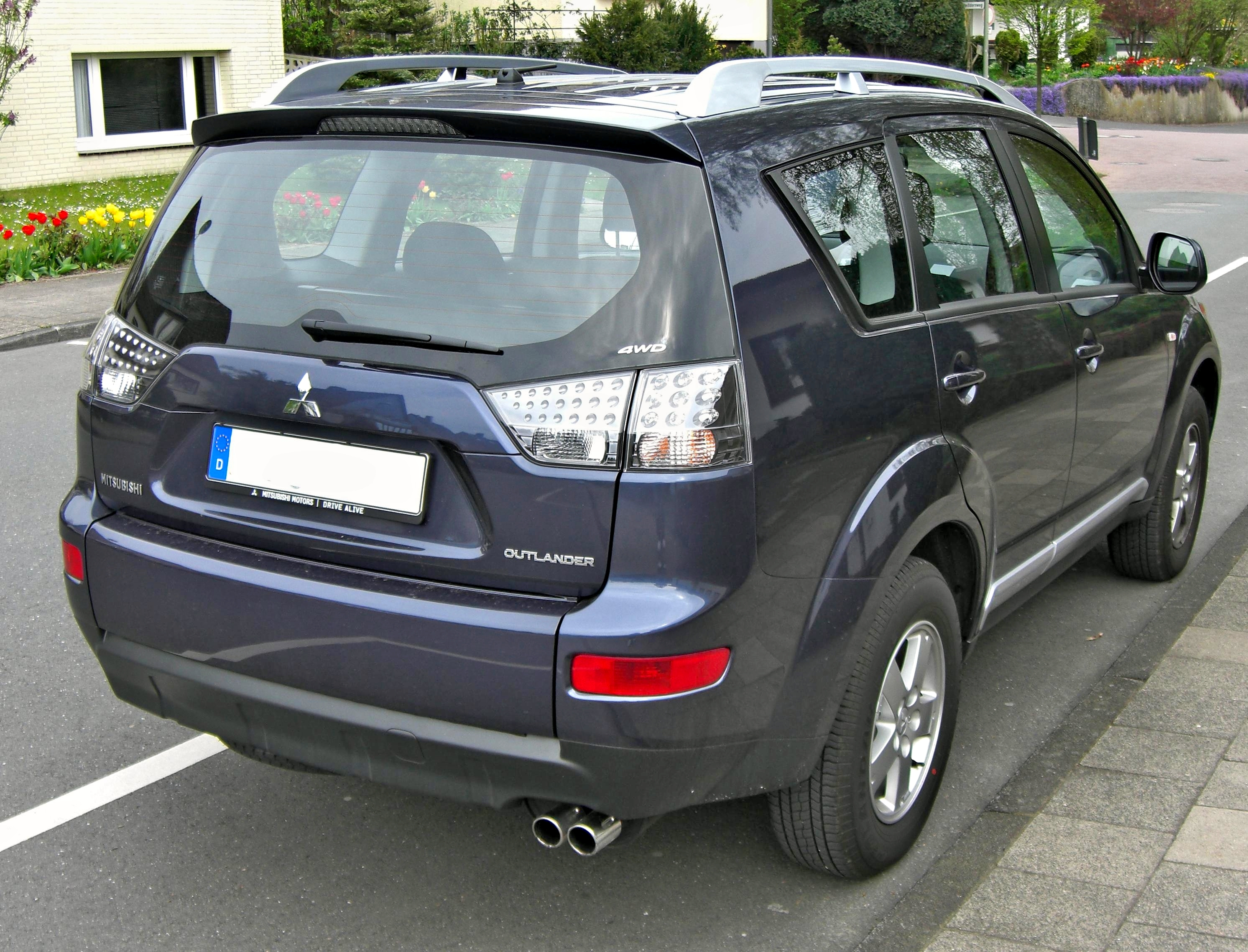

## 2代目 GF7W/8W型（2012年 - ）
ボディには、衝突安全強化ボディRISE（ライズ）が採用されている。RISE（ライズ）は、高エネルギー吸収構造と高耐力キャビン構造で、全方向の高い衝突安全性を確保。室内変形を抑える補強も施されており、衝突時のエンジンルーム内エネルギー吸収量も増加している。
ガソリン車は4J11 2.0L 直列4気筒SOHC16バルブ（MIVEC）と4J12 2.4L 直列4気筒SOHC16バルブ（MIVEC）の2種類を搭載する。リフト可変と位相可変を機械的に連動させるシンプルな機構でSOHC化。これにより、SOHCでありながら、従来のDOHCエンジンと同等の性能を実現した。さらにオートストップ&ゴー（AS&G）と組み合わせることで、低燃費を実現した。「平成27年度燃費基準」を達成している。PHEVには、当初、4B11 2.0L 直列4気筒DOHC16バルブが搭載されていたが、2018年8月のマイナーモデルチェンジで、既に海外仕様車に採用されていた4B12 2.4L 直列4気筒DOHC16バルブ(MIVEC)に換装された。
サスペンションは、先代から引き続きフロントにマクファーソンストラット式　リアにマルチリンク式を採用している。これにより、高い走行安定性を実現している。
先代から引き続き電子制御4WDを搭載している。燃費のよい「4WD ECO」、あらゆる走行環境に対応できる「4WD AUTO」、より力強いトラクションが得られる「4WD LOCK」の3つのモードを搭載し、走行中でもプッシュ式のドライブモードセレクターによって選択することができる。オプションで、S-AWC（Super All Wheel Control）を搭載することができる。S-AWCは、4輪の駆動力、制動力の制御を軸とし、「意のままの操縦性」と「卓越した安定性」を高次元で具現化した、三菱自動車の車両運動統合制御システムである。PHEVは「ツインモーター4WD」を、ガソリン車は「電子制御4WD」をベースに、AYC、ASC、ABSを統合制御し高い走破性と安定性を備えている。

### 年表
- 2012年2月9日 - 同年3月6日から開かれる第82回ジュネーブ国際自動車ショーにて、欧州向けの2代目「アウトランダー」を参考出品車として世界初披露することを発表[6]。
- 2012年9月5日 - 電波レーダーとカメラユニットで構成され、レーダークルーズコントロールシステム・衝突被害軽減ブレーキシステム・車線逸脱警報システムを備えた予防安全技術「e-Assist（イーアシスト）」を開発し、日本国内では2代目「アウトランダー」に採用することを発表。その際、日本国内では同年10月にフルモデルチェンジされることが明らかになった[7]。
- 2012年10月25日 - フルモデルチェンジを発表し、同日より販売開始[8]。
  - 前述の予防安全技術「e-Assist」を「24G Safety Package」と「24G Navi Package」に標準装備。先行車との距離や相対速度を監視し、先行車の減速・停止等による車間距離減少をいち早く検知。警報と自動ブレーキ（状況により、ブレーキアシスト・1次ブレーキ・2次ブレーキの3段階がある）によって先行車との衝突回避や衝突被害軽減に寄与する「衝突被害軽減ブレーキシステム」、高速走行時に前方の車線を監視し、車線が逸脱しそうになると表示や警報で注意を促す「車線逸脱警報システム（LDW）」、衝突被害軽減ブレーキシステムと同様の監視方法でドライバーが設定した車間を保ち、先行車が停止状態まで自動で追従走行する「レーダークルーズコントロールシステム」の3つの機能を装備。それでありながら、「24G Safety Package」と「24G（e-Assist非装備）」の価格差を95,000円に抑える低価格も実現した。
  - エンジンは従来通り、2.0Lと2.4Lの2種類が用意されているが、新MIVEC機構を搭載した4J11型（2.0L）及び4J12型（2.4L）に刷新され、アイドリングストップ機能「オートストップ&ゴー（AS&G）」を全車で標準装備。さらにボディに高張力鋼板の拡大採用により衝突安全性を確保しながら軽量化を図るとともに、表面を立体感のある曲面を使ったデザインとしたことで剛性を保ちながら薄型化にも成功。シートやサスペンションなども軽量化を図ったことで先代比100 - 110kgの軽量化を実現。この結果、燃費が大幅に向上し、全車「平成27年度燃費基準」を達成した。
  - エクステリアはフロントとリアを“一文字グラフィック”によるデザインとし、サイドにキャラクターラインを配し、ウォッシャーノズルをエンジンフード裏面に設置するなどした。しかし、細部におけるコストダウンが顕著であり評価は低い。ボディカラーは新色のカッパーメタリックを含む6色を設定。インテリアはブラック基調をベースに、インパネは分割ラインを極力なくし、上面からフロントドアトリムの広範囲にソフトパッドを採用。メーターはハイコントラストメーターを採用し、マルチインフォメーションディスプレイを中央に配置され、使用頻度が高いスイッチ類をセンターパネル内に集約されたが、実際は先代より収納スペースが減少しており使いにくくなっている。
  - グレード体系は「20G」・「24G」・「24G Safety Package」・「24G Navi Package」の4グレードとなり、駆動方式は「20G」は2WD、「24G」・「24G Safety Package」・「24G Navi Package」は4WDとなる。なお、「ROADEST」は廃止となった。
  - 月販目標台数は1,000台に設定。実際は先代に比べてエクステリアのデザイン不評やコストダウンが顕著に見えており200台前後と低迷。
- 2012年11月30日 - プラグインハイブリッドモデル「アウトランダーPHEV」のティザーサイト[9]が公開された。世界初の4WDプラグインハイブリッドSUV[10]。2013年初旬にデビューと予告。それと同時に、店頭予約開始。
- 2012年12月3日 - 初代に引き続き、同年11月から「PCMA Rus」による現地生産を行っていたロシア向け仕様の出荷を開始[11]。
- 2012年12月26日 - プラグインハイブリッドEVシステムを搭載した「アウトランダーPHEV」を公式発表（2013年1月24日販売開始）[12]。プラグインハイブリッド車の発売はトヨタ・プリウスPHVに次ぎ、日本での量産型2車種目。プラグインハイブリッド車で初めてV2Hに対応した。
  - 低燃費と快適走行を両立するため、モーター駆動のみで走行する「EV走行モード」、エンジンを発電機として稼働し、発電した電力も使ってモーター駆動する「シリーズ走行モード」、エンジン駆動をメインとし、必要に応じてモーター駆動によるアシストを行う「パラレル走行モード」の3つのモードを走行状況やバッテリー残量に応じて自動切換することで、JC08モードでプラグインハイブリッド燃料消費率（複合燃料消費率）67.0km/L、ハイブリッド燃料消費率18.6km/Lを実現するとともに、EV単独走行でも充電電力使用時走行距離60.2kmを実現し、日常の走行ではほぼEVのみで走行することが可能となった。併せて前輪はエンジンとモーター、後輪はモーターでそれぞれ独立駆動する「ツインモーター4WD」に車両運動統合制御システム「S-AWC」を組み合わせたことにより車両の走行安定性を高めた。
  - 外内装でガソリン車との差別化が図られており、フロントグリル（アッパー/ミッド）のデザインを変更し、リアコンビランプのブレーキランプをLED&クリアレンズ化、ボディカラーはガソリン車との共通カラー3色（ブラックマイカ、チタニウムグレーメタリック、ホワイトパール）にPHEV専用色のテクニカルシルバーメタリックを加えた4色を設定[注釈 4]。シート生地は合成皮革&ファブリックのコンビシートに格上げとなり、さらに、最上級グレードにおいてはガソリン車（「24G」を除く）ではオプション設定となっている本革シートを標準装備。セレクトレバーはジョイスティックタイプとなり、セレクターをロックするための電動パーキングスイッチが追加され、「E」を除く全グレードに採用するオーナメントパネルはクリスタルファイバー調となる。また、ボディ補強や制振・遮音・吸音対策を行うとともに、PHEVシステムの搭載による重量増やロードノイズ低減のためサスペンションのチューニングを実施。駆動用バッテリーを床下に搭載したことに伴う低重心化により、ガソリン車に比べ操舵安定性や乗り心地が更に向上されている。
  - グレード体系はガソリン車と同一仕様の「G」・「G Safety Package」・「G Navi Package」に加え、ロックフォードフォズゲートプレミアムサウンドシステムを標準装備した最上位グレードの「G Premium Package」と装備を厳選した最廉価グレード「E（受注生産、2013年2月末生産開始）」を追加した5グレードを設定する。
  - なお、発売以来多くの注文が入った影響で納車までに期間を要することとなり、クリーンエネルギー自動車等導入促進対策費補助金の2012年度申請分の申請期限（2013年3月15日まで）に間に合う生産分が終了したことが2013年1月29日に発表された[13]。
- 2013年3月27日 - PHEVのリチウムイオン電池（リチウムエナジージャパン製）の不具合により、外部充電を控えるように警告が促された[14]。
- 2013年6月4日 - PHEVの不具合の原因[注釈 5]を発表、駆動用電池のリコールを届け出た。修復は全車種、名古屋製作所（愛知県岡崎市）で行われた[15]。
- 2013年8月10日 - 8月16日にかけて開催されたアジアクロスカントリーラリーにPHEVが参戦、20台中17位で完走。ドライバーは青木孝次、コ・ドライバーは石田憲治[16]。
- 2013年8月19日 - PHEVの製造を再開。
- 2013年11月25日 - PHEVが「2013-2014日本カー・オブ・ザ・イヤー」において、環境や安全その他の革新技術を持つクルマに与えられる「イノベーション部門賞」を受賞[17]。
- 2014年1月31日 - ガソリン車を一部改良[18]。
  - 販売不振のため、フルモデルチェンジから1年という異例のマイナーチェンジを実施。不評であった樹脂グリルをメッキデザインに変更するとともに、フロントフォグランプメッキベゼル、スキッドプレート（シルバー・前後）、ホイールアーチモールを追加し、ルーフレール（シルバー）のメーカーオプション設定も追加。リアコンビランプをLED&クリアレンズ化され、ボディカラーには新色のレッドメタリックが追加された。
  - インテリアではシート生地の縫い合わせをシルバーのダブルステッチに変更。
  - ボディやシャシーの要所に吸遮音材や制振材が追加されるとともに、前後サスペンションにリバウンドスプリング内蔵ダンパーが採用され、取付部を補強した。ちなみに、前年の第43回 東京モーターショーで展示されたモデルの市販版である。
- 2014年4月25日 - PHEVもガソリン車に続き一部改良（5月29日販売開始）[19]。
  - フォグランプメッキベゼルのデザインを変更し、フロントバンパー下部にシルバーのスキッドプレートを追加。また、シルバーのルーフレールをメーカーオプション設定に追加した。
  - 充電リッドにはロック機構を追加。新たに運転席・助手席シートヒーターを標準装備し、「G Premium Package」・「G Navi Package」に標準装備されているMMCSにはスマートフォンなどからタイマー充電やプレ空調などを操作できる三菱リモートコントロールを標準装備した。
  - 「G Premium Package」にはオフホワイトのレザーシート内装を新たに設定した。
- 2014年8月9日 - 8月15日
  - アウトランダーPHEVが、アジアクロスカントリーラリー2014に出場。総走行距離1986km、19時間17分12秒、総合14位で完走。ドライバーは青木孝次、コ・ドライバーはバード・ウチャイ。
- 2014年9月 - PHEVを仕様変更。
  - ボディカラーにおいて、これまでガソリン車のみの設定だった「コズミックブルーマイカ」と「レッドメタリック」がPHEVにも「E」を除く全グレードで設定ができるようになった。
- 2014年9月19日 - 9月27日
  - オーストラリア西部で開催された、オーストラレーシアン・サファリ2014に「ミツビシ・ラリーアート・オーストラリア」のアウトランダーPHEVが参戦。総合19位、A1-6クラストップで完走。ドライバーはスティーブ・グレニー。
- 2014年10月23日 - PHEVに特別仕様車「SPORTS STYLE EDITION」を発売[20]。
  - 「G Navi Package」をベースに、ラジエーターグリルを上下に分割するセンターバンパーをブラック（原着）に、バンパー下部のスキッドプレートをボディ同色にそれぞれ変更し、アルミホイールもダークグレーに変更した。
  - ボディカラーはホワイトパール（オプションカラー）、ブラックマイカ、チタニウムグレーマイカメタリックの3色を設定。また、ディーラーオプションの「スタイリングパッケージ」を本仕様車限定の特別価格に設定するとともに、「スタイリングパッケージ」を購入した場合、シャークフィンアンテナ・テールゲートスポイラー・エンジンフードエンブレムも特別価格に設定した。
- 2014年11月14日 - 台湾の中華汽車は3代目アウトランダーを現地生産して同年12月8日に販売することを正式に発売した[21]。4J12型エンジンを搭載している。
- 2015年6月18日 - マイナーチェンジ（ガソリン車は同日より販売開始、PHEVは7月9日販売開始）[22]。
  - 新フロントデザインコンセプト「ダイナミックシールド」を基にフロントデザインを全面刷新し、センターのブラック部を左右から包み込むバンパーサイドの造形となり、ランプ類はヘッドライト・ポジションランプ・リアコンビランプがすべてLED化され、バンパー下部にスキッドプレート形状を採用し、18インチアルミホイール（PHEVの「M」のみメーカーオプション設定）はPHEVとガソリン車でデザインが異なる2トーン切削光沢タイプに変更。併せて、PHEVには専用形状のバンパーエクステンションやサイドガーニッシュなどの各所をボディカラー同色に統一。ガソリン車は前後バンパー下部やホイールアーチモール、サイドガーニッシュをブラックとした2トーンを採用した。ボディカラーはガソリン車・PHEV共通で設定できる新色のクォーツブラウンメタリックを追加するとともに、PHEVはコズミックブルーマイカを廃止（ガソリン車専用色に移行）する代わりにPHEV専用色として新色のルビーブラックパール（オプションカラー）を追加。ガソリン車は専用色のカッパーメタリックを廃止した。
  - 内装はPHEVはシート表皮デザインや素材を変更し、既存のブラック本革内装に加えてブラウン本革内装を追加し、「G Premium Package」に標準設定、「G Navi Package」・「G Safety Package」にメーカーオプション設定した。シートはシートパッドにトリムラインを採用。また、アクセントとなるステッチをシートやドアトリムに配し、ドアトリムインサートにもパッドを追加した。ステアリングホイールはスムースレザーを採用し、シルバーのスイッチ部にクロームメッキ加飾を施した新デザインの4本スポークタイプとなった。メーターフードにもステッチを追加したほか、大型センターコンソールを新デザインに変更し、インパネ&ドアトリムオーナメントにブラックストリーム柄の加飾や光輝アクセントを施した。ガソリン車はファブリックシートの表皮デザインを変更し、運転席・助手席のサイド部にステッチを追加。さらに、シートクッション部の硬さを適正化した。ステアリングホイールは表皮レザーやグリップシェイプを採用し、メッキ化したスリーダイヤオーナメントを中央に配置。下部にはピアノブラック加飾とメッキ加飾を施した。メータフードの上面にブラックステッチを追加し、本革仕様車にはインパネ&ドアトリムオーナメントパネルにブラックプライウッド調を設定した。
  - 足回りはサスペンションからの入力を受ける箇所が補強され、サスペンション取付部の剛性も向上。リアのショックアブソーバーのシリンダーは大径化された。
  - 静粛性では吸音材や遮音材、制振材やダイナミックダンパーなど30点以上の改良を施されたほか、ドアシールの構造も改良された。
  - 環境性能ではPHEVはプラグインハイブリッドEV制御の最適化やエンジンのフリクション低減により、ハイブリッド燃料消費率を向上するとともに、モーター効率の向上により充電電力使用時走行距離も向上。併せて、プラグインハイブリッドやモーターの各制御も見直された。ガソリン車も新世代CVTを搭載し、エンジンとCVTの協調制御を最適化したことでJC08モード燃費が向上された。
  - さらに、PHEVにはペダルの踏み間違いなどで誤発進した際に進行方向に車両や障害物があると発進を抑制して衝突被害を軽減する誤発進抑制機能（前進&後退時）を一部グレードを除く全車にメーカーオプション設定するとともに、クルマを真上から見ているような映像によって周囲の状況を把握することで駐車時の運転をサポートするマルチアラウンドモニター（バードアイビュー機能付）と寒冷時にステアリングを温めるステアリングヒーターを一部グレードを除く全車に、運転席シートヒーターを全車にそれぞれ標準装備し、「G Premium Package」には駆動用バッテリーの電力を車載コンセントから最大1500Wまで出力でき、外出先や非常時に家電製品が使用可能な100V AC電源（1500W）を標準装備した（100V AC電源(1500W)は他のグレードにもメーカーオプションで装備可能）。
  - グレード体系も一部見直され、PHEVは従来の「E」と「G」を統合した新廉価グレードの「M」を設定して4グレードに整理。ガソリン車は2.0L車に「20G Safety Package」を追加して5グレードになった。
- 2015年8月8日 - 8月14日
  - アウトランダーPHEVが、アジアクロスカントリーラリー2015に出場。40時間1分51秒で完走。総合20位、T1-3クラス（電気自動車クラス）優勝。信頼性、耐久性、走破性の高さを実証した。ドライバーは青木孝次、コ・ドライバーはウッティチャイ・トリタラ。
- 2015年10月22日 - 10月24日
  - アウトランダーPHEVは、バハ・ポルタレグレ500に出場。総走行距離約670km、総合47位、11時間45分47秒00。ドライバーは増岡浩、コ・ドライバーはパスカル・メモン。
- 2016年8月30日
  - PHEVに燃費の偽装があり実際よりも良い数値を届け出していた旨を発表。これにより、当分の間、PHEVの製造停止、および販売を停止。同時にホームページも一時閉鎖。
- 2016年9月9日
  - PHEVの現行モデル（2015年7月マイナーチェンジモデル）において、ハイブリッド燃費値を修正した。
- 2017年2月9日 - PHEVを一部改良[23]。
  - プラグインハイブリッドEVシステムは高速道路の合流などの加速時において駆動用バッテリーからの電力供給を持続させ、発電のためのエンジン始動を遅らせることでEV走行の維持を行うように改良したほか、エンジン始動性も改良されたことでモーターへの電力供給が従来型よりも速くなり、高速道路の追越などの強い加速が必要な状況下での加速レスポンスを向上。走行モードは従来からある「バッテリーセーブモード」、「バッテリーチャージモード」に加え、EV走行を優先させ、可能な限りエンジン始動を抑える「EVプライオリティモード」を新設。充電制御も改良し、約80%の容量までの急速充電時間を約5分短縮（約30分→約25分）した。
  - ショックアブソーバーはバルブ構造の見直しと減衰力の最適化を行い、リヤのトーコントロールアームのブッシュを変更。車両運動統合制御システム「S-AWC」はLOCKモードにおいてブレーキによるアクティブヨーコントロール制御の見直しにより旋回性能やハンドル操作に対するコントロール性を向上した。
  - 「G」系グレードに標準装備されている予防安全技術「e-Assist」も改良を行い、衝突被害軽減ブレーキは使用するセンサーをミリ波レーダーからカメラとレーザーレーダーを併用したシステムに変更したことで、歩行者検知機能を追加し、衝突回避性能を向上[注釈 6]。車線逸脱警報システムは警報精度の向上と警報タイミングの最適化を行った。併せて、後側方車両検知警報システム（レーンチェンジアシスト機能付、BSW/LCA）と後退時車両検知警報システム（RCTA）を新たに採用し、誤発進抑制機能（前進及び後退時）・パーキングセンサー（前後）とのセットオプションとして設定。BSW/LCAは高速道路などの多車線道路走行時に後側方を並走する車両や隣接車線後方から接近してくることが予想される車両を検知、RCTAは駐車場から後退して出庫する際に後側方から接近してくる車両や自車後方を横切る車両を検知し、いずれの場合もドアミラーインジケーターと警告音で注意を促す。また、夜間走行時に周辺状況や先行者・対向車の有無によりハイビームからロービームへの切り替え、ハイビームへの復帰を自動的に行うヘッドライトシステム「オートマチックハイビーム」も採用した。
  - 既存のディスプレイオーディオはスマートフォンとの連携機能（Apple CarPlay・Android Auto対応）を追加したスマートフォン連携ディスプレイオーディオを「G」系グレードにオプション設定。パーキングブレーキはサイドレバー式から電動式に変更し、信号待ちや渋滞時にブレーキペダルから足を離しても停車状態を維持する「ブレーキオートホールド」を追加した。
  - フロントフォグランプをLED（リフレクタータイプ）化し、ロービーム灯火時のヘッドライトとの色調を統一。
  - ボディカラーはテクニカルシルバーメタリックと入れ替えでクールシルバーメタリックを追加した。
  - 併せて、最上位グレード「S Edition」を追加。ビルシュタイン社製の高性能ショックアブソーバーを採用するとともに、構造用接着剤をボディの要所に塗布してボディ剛性を向上。外観はフロントラジエターグリルとアルミホイールをダーククローム調で統一し、BピラーとCピラーを光沢ブラック、前後バンパー下部のスキッドプレートをボディカラー同色とした。ボディカラーはルーフパネルをブラックとした「S Edition」専用の2トーンカラー（オプション設定）を3色設定したほか、ブラック塗装のルーフレールもメーカーオプションで設定可能とした。内装はステアリングホイール、メーターフード、センターコンソールアームレスト、ドアアームレスト、本革シートにレッドステッチを施し、各種パネルのシルバーをジオメトリック調で統一。ブラックのヘッドライニングやトリムを採用し、ペダル類（アクセル・ブレーキ）をアルミ製とした。前述のスマートフォン連携ディスプレイオーディオは標準装備される。尚、「S Edition」のペダル類はランサーエボリューションXのツインクラッチSST車、アルミホイールに使用されているダーククロームペイントはランサーエボリューション ファイナルエディションで使用されたものと同一品である[24]。
- 2017年2月16日 - PHEVに続き、ガソリン車も一部改良（3月2日販売開始）[25]。
  - 2.0L車に新グレード「20G Navi Package」を追加。
  - 「20G」・「24G」を除く全グレード標準装備されている予防安全技術「e-Assist」を改良し、PHEV同様に衝突被害軽減ブレーキのセンサーをミリ波レーダーからカメラとレーザーレーダーを併用したシステムに変え、車線逸脱警報システムは警報精度の向上と警報タイミングの最適化を行い、オートマチックハイビームも新たに採用。また、BSW/LCAとRCTAを新たに採用し、誤発進抑制機能（前進及び後退時）・パーキングセンサー（前後）とのセットオプションとして設定した。また、「Navi Package」系グレードにはマルチアラウンドモニター（バードアイビュー機能付）を新たに標準装備した。
  - PHEV同様にスマートフォンとの連携機能（Apple CarPlay・Android Auto対応）を追加したスマートフォン連携ディスプレイオーディオを全グレードにオプション設定したほか、2.4L車はパーキングブレーキをサイドレバー式から電動式に変更し（2.0L車は従来通りサイドレバー式）、ブレーキオートホールドを追加。「20G」・「24G」を除くすべてのグレードにはステアリングヒーターも追加した。
  - 外観はPHEV同様にフロントフォグランプをLED（リフレクタータイプ）化し、ロービーム灯火時のヘッドライトとの色調を統一。ルーフアンテナをシャークフィンタイプに変更した。内装は漆箱をモチーフとした大型センターコンソールを採用した。
- 2017年7月20日 - 特別仕様車「ACTIVE GEAR」を発売[26]。
  - ミニバンのデリカD:5に続いて設定されるもので、ガソリン車の「20G Safety Package」・「24G Safety Package」がベースとなる。
  - 外観はフォグランプベゼル、サイドドアガーニッシュ、ウインカー付電動格納式リモコンドアミラーをオレンジ、18インチアルミホイールをブラックにしたほか、ベース車ではオプション設定となるルーフレールを標準装備し、シルバーからグロスブラックに変更。テールゲートにはオレンジの「ACTIVE GEAR」専用デカールを装着した。ボディカラーは「チタニウムグレーメタリック」、「ホワイトパール（オプションカラー）」、「ブラックマイカ」の3色を設定した。
  - 内装はシート生地の座面と背もたれ面にスエード調人工皮革を採用するとともに、ボーダーキルティングを立体形状とし、背もたれ面の上部とサポート部には昇降温抑制機能を有する人工皮革を採用した。また、随所にオレンジのステッチを施し、インパネオーナメントにはテールゲート同様に専用デカールを装着。インパネとドアトリムのオーナメントパネルはベース車では本革シートとのセットオプションで設定されているブラック プライウッド調パネルを、パワーウィンドウスイッチにはピアノブラックのパネルをそれぞれ採用し、センターコンソールとドアトリムにも人工皮革を採用した。
  - 装備面では、ベース車ではメーカーオプション設定となっているスマートフォン連携ディスプレイオーディオとマルチアラウンドモニター（バードアイビュー機能付）を標準装備した。
  - その他、テールゲートスポイラー、「ACTIVE GEAR」ロゴ入りアルミホイールデカール、専用フロアマット（ブラック&オレンジ）で構成された「ACTIVE GEAR コンプリートパッケージ」をディーラーオプション設定した。
- 2017年10月31日 - ボディカラーの入れ替えを実施。「クールシルバーメタリック」に代わり「スターリングシルバーメタリック」が設定された。
- 2017年11月16日 - PHEV特別仕様車「G Limited Edition」が発表され、同日より販売が開始された[27]。
  - 「M」をベースに、「G」系グレードに採用されている、衝突被害軽減ブレーキシステム、車線逸脱警報システム、レーダークルーズコントロールシステム、オートマチックハイビームの4点で構成された予防安全技術「e-Assist」を標準装備されるとともに、誤発進抑制機能（前進&後退時）とパーキングセンサー（フロント/リア）のセットオプションも設定された。
  - 機能面では、ベースグレードではメーカーオプション設定となっている100V AC電源（1500W）を標準装備されるとともに、ステアリングヒーター、自動防眩ルームミラー、雨滴感応オートワイパーも装備された。
  - 外観は18インチラウンドリムタイプアルミホイールや225/55R18タイヤ（マット&スノー）、LEDフォグランプが装備された。ボディカラーは「ホワイトパール（オプションカラー）」、「ブラックマイカ」、「スターリングシルバーメタリック」の3色が設定される。
- 2018年1月23日 - ミツビシ・モーターズ・ベトナムを通じ、ベトナムでの現地生産が開始された[28]。
- 2018年8月23日 - ガソリン車を一部改良[29]、PHEVをマイナーチェンジ[30]。
  - グレード体系が変更となり、従来ラインナップされていた「Safety Package[注釈 7]」と「Navi Package[注釈 8]」が廃止され、その替わりに、「Plus Package[注釈 9]」が追加された。また、PHEVに設定されていた廉価グレード「M」はガソリン車の設定に移行されて「20M」・「24M」として追加され、PHEVは2015年6月のマイナーチェンジで廃止されていた「G」が約3年2ヶ月ぶりに再設定された。
  - 外観は、ガソリン車・PHEV共通でヘッドライト内部のデザインが変更され、ハイビームをLED化されたほか、ラジエターグリル、LEDフォグランプベゼル（PHEVのみ）、スキッドプレート（フロント・リアとも）、アルミホイールのデザインを変更。さらに、PHEVの全グレードとガソリン車の「Plus Package」系グレードにリアスポイラーが追加された。
  - 内装は、ガソリン車・PHEV共通でパネルの一部（オーナメント・ハザードスイッチ）のデザインや、フロントシートのサイド形状とサポート部の構造が変更されたほか、ガソリン車は内装の随所にシルバーステッチが施され、S-AWC（SUPER ALL WHEEL CONTROL）作動状態を示すメーター表示を変更。PHEVはパワーメーターの表示が変更されたほか、「G Premium Package」と「S Edition」はシートとドアトリムがダイヤキルティング本革に変更され、オーナメントパネルにレーザーエッジングが施された。また、2.0Lのパーキングブレーキをサイドレバー式から電動式に変更したことで、全車、電動式パーキングブレーキとなった。
  - 装備面ではガソリン車・PHEV共通で後席用エアコン吹き出し口をフロアコンソール後部にも配置されたほか、パワーウインドウは運転席から全席分の窓をワンタッチ操作でオート開閉する機能が追加され、挟まれ防止機能も全席分の窓に装備された。また、衝突被害軽減ブレーキシステム「FCM」と誤発進抑制機能（前進及び後退時）が全車に標準装備化された。PHEVは充電中（普通充電時・急速充電時問わず）でもエアコン機能の使用が可能になった。
  - 走行性能では、ドア（前席・後席）ならびにラゲッジルームの開口部、リアホイールハウスのボディパネル接合部に構造用接着剤が塗布（PHEV「S Edition」は塗布範囲が拡大）され、PHEV「S-Edition」を除く全車でショックアブソーバーがサイズアップされるとともに、ガソリン車は減衰力特性を改良、PHEV（「S Edition」を除く）はバルブを新型に変更された。ステアリングギア比がクイック化され、それに合わせて電動パワーステアリング制御が適正化された。
  - PHEVは前述したエンジンの換装に加え、駆動用バッテリー容量の増大、最高出力の向上、リアモーター出力とジェネレーター出力のアップによってEV走行の渡航距離が伸長された。併せて、エンジン発電時におけるエンジン回転数の低減、発電量の適正化、エアクリーナーやメインマフラーの改良により、エンジン発生音の大幅な低減が図られた。車両運動統合制御システム「S-AWC」においては、氷雪路などの滑りやすい路面で安定性とコントロールを高める走行を行う「SNOW」モードと、乾燥舗装路などでアクセルレスポンスと旋回性を高める「SPORT」モードが追加され、「LOCK」モードはより荒れた路面に特化した制御に変更された。なお、エンジンの換装に伴い、車両型式がGG3W型に変更となったほか、排出ガスと燃料消費率がWLTCモード走行に対応したことにより、「平成30年排出ガス基準50%低減レベル」認定を取得した。
  - PHEVの特別仕様車「G Limited Edition」は前述した改良を受けて継続販売される。なお、「M」の廃止に伴って本グレードが廉価グレードを兼ねるようになった。
- 2018年12月13日 - ガソリン車に特別仕様車「BLACK Edition」が発売された[31]。
  - 「G Plus Package」をベースに、外観は電動格納式リモコンドアミラーと前後スキッドプレートにブラックマイカ、フロントグリルにブラックメッキ、ルーフレールにグロスブラック、ドアアウターハンドルにボディ同色、サイドウィンドウモールと18インチアルミホイールにブラック塗装がそれぞれ採用され、サイドドアガーニッシュにブラックマイカ加飾が施された。内装はスエード調人工皮革のコンビネーションシートを標準装備するとともに、運転席・助手席シートヒーターとパワーシートを追加。さらに、パネル類（オーナメント・ドア）はピンストライプ付ピアノブラック、天井色はブラックとした。
  - ボディカラーは「ホワイトパール（有料色）」、「チタニウムグレーメタリック」、「ブラックマイカ」の3色が設定される。
- 2019年9月12日 - ガソリン車・PHEV同時に一部改良[32][33]。
  - ガソリン車・PHEV共通で、510Wのパワーアンプと8個のスピーカーシステムで構成され、室内形状やスピーカー形状に合わせて専用の音響チューニングが施された「ミツビシパワーサウンドシステム」とAndroidスマートフォンやiPhoneとの接続用のUSBポートを備え、Android AutoやApple CarPlayに対応するとともに、ディスプレイ画面を8インチに拡大した「スマートフォン連携ナビゲーションシステム」が新たに設定された。
  - ボディカラーにガソリン車・PHEV共通カラーの「レッドメタリック」と入れ替えで「レッドダイヤモンド（有料色）」が設定された（PHEV「S Edition」に設定の「レッドメタリック/ブラックマイカ（有料色）」も同様に「レッドダイヤモンドマイカ/ブラックマイカ（有料色）」に入れ替え）。
  - 内装では、ガソリン車・PHEV共通で運転席にパワーランボーサポート機能を採用するとともに、セカンドシートの形状並びにクッション性が見直されたほか、PHEVは「G Limited Edition」を除くすべてのグレードで助手席パワーシートが新たに標準装備された。
  - さらに、ガソリン車はPHEVに採用されている車両運動統合制御システム「S-AWC」を4WD車に標準装備。ガソリン車用にAYCブレーキ制御がセッティングされたほか、走行モードは「AWC ECO」・「NORMAL」・「SNOW」と、ガソリン車用に新たに設けられたラフロード走行用の「GRAVEL（未舗装路）」の4つのモードを備える。
  - ガソリン車に設定の「Black Edition」も改良され、外観にはフロントファンネルガーニッシュとリアゲートガーニッシュにダーククロムが採用されるとともに、ボディカラーはモノトーン色を「ブラックマイカ」のみに絞り、新たにルーフ色をブラックマイカとした2トーンカラー3色（レッドダイヤモンド、ホワイトパール、チタニウムグレーメタリック）が追加され、4色展開となった。内装ではシート生地に撥水機能が追加され、室内天井に合わせてピラーをブラックで統一。ステアリングホイール・シフトノブ・シートなどにアクセントとしてレッドステッチが施され、インストルメントパネルとドアトリムにはブラックカーボン調のオーナメントパネルが採用された。
- 2019年10月17日 - PHEVにラグビーニュージーランド代表チーム「ALL BLACKS」公認特別仕様車「ALL BLACKS Edition」が発表された（10月31日発売）[34]。
  - 「G Plus Package」（ボディカラー：ルビーブラックパール）をベースに、外観はフロントグリルにブラックメッキ、ホイールに高輝度ダークシルバー、ルーフレールにグロスブラックを採用するとともに、スキッドプレート（フロント/リア）とドアアウターハンドルはボディカラーと同じルビーブラックパール、サイドウィンドウモールもブラックとし、ブラックで統一させた。内装はブラック内装・ブラックの本革シートが採用され、インストルメントパネル・ドアトリムオーナメント・センターコンソールはピアノブラック（インストルメントパネルとドアトリムオーナメントはピンストライプ付）とした。
  - 本仕様車専用のパッケージディーラーオプションとして、チーム名のロゴマークとシルバーファーンのデカール、エアダム（フロント/サイド/リアコーナー、ホワイトカーボン調）、車種名のエンジンフードエンブレム（ブラック）で構成された「ALL BLACKS Complete Package」も設定される。
  - 100台の限定販売で、「ALL BLACKS Complete Package」は100セット限定となる。
- 2020年6月4日 - ガソリン車に設定されている特別仕様車「Black Edition」がPHEVにも設定され、発売された[35]。
  - PHEVは「G」がベースグレードとなり、特別装備内容はガソリン車の「Black Edition」に準じるが、ピアノブラックのフロントフォグランプベゼルやセレクターレバー（ジョイスティックタイプ）が追加され、アクセルペダルやブレーキペダルにアルミペダルを採用。さらに、カタロググレードでは「S Edition」のみに装備されるビルシュタイン製高性能ショックアブソーバーが特別装備された。
  - ボディカラーはガソリン車の「Black Edition」に準じる。
- 2020年10月29日 - PHEVが一部改良された[36]。
  - グレード展開が見直され、「G Limited Edition」を廃止し、「G」・「G Plus Package」・「G Premium Package」・「S Edition」の4グレードに整理。特別仕様車「Black Edition」は継続販売となる。また、BSW/LCAとRCTAを「G」・「G Plus Package」及び「Black Edition」にも拡大し、全車標準装備となった。
- 2020年11月30日 - 日本市場においてガソリンエンジンモデルが生産終了。以後、流通在庫のみの販売となり、在庫が無くなり次第、販売終了となる。
- 2020年12月1日 -「第37回タイランド・インターナショナル・モーター・エキスポ2020」にてPHEVがタイで初披露され、予約注文の受付が開始された[37]。
- 2020年12月21日 - タイにおける生産・販売拠点であるミツビシ・モーターズ・タイランドのレムチャバン工場でPHEVのラインオフ式典が開催され、日本国外で初となるPHEVの現地生産が開始された。発売は2021年1月の予定である[38]。
- 2021年4月15日 - 台湾の中華汽車がPHEVモデルを導入。価格は149.6万台湾ドル。
- 2022年2月28日 - ミツビシ・モーターズ・ベトナムが、2022年モデルを発表した[39]。4B11型エンジンを搭載している。
- 2023年 - 台湾の中華汽車が一部の装備を改良[40]。 
  - Apple CarPlayおよびAndroid Auto機能を備えた9インチのパナソニック製ナビゲーションを搭載。
  - 前後録画可能なデジタルインナーミラーを初搭載。

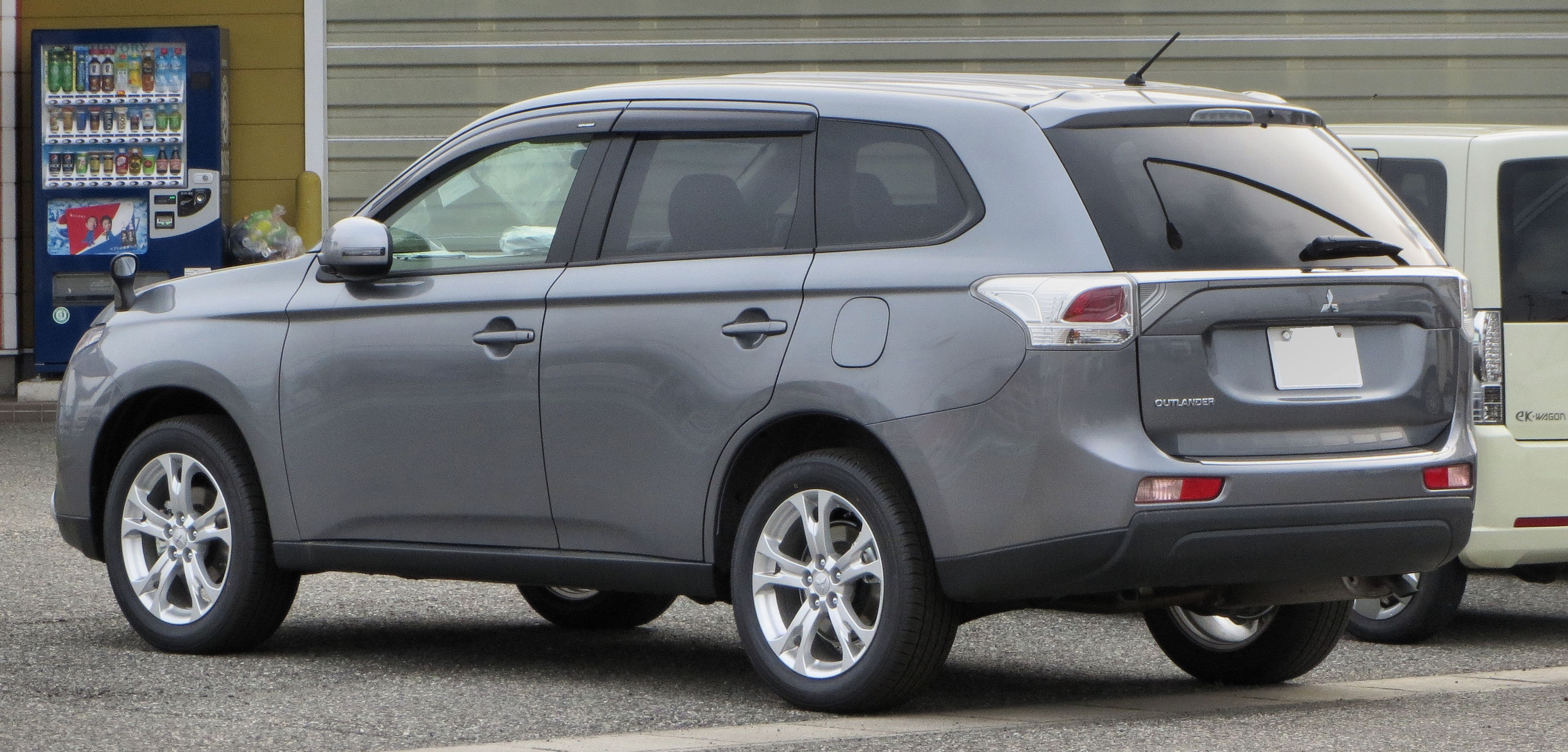
2012年10月初期型 24G 後面 （2012年10月 - 2014年1月）
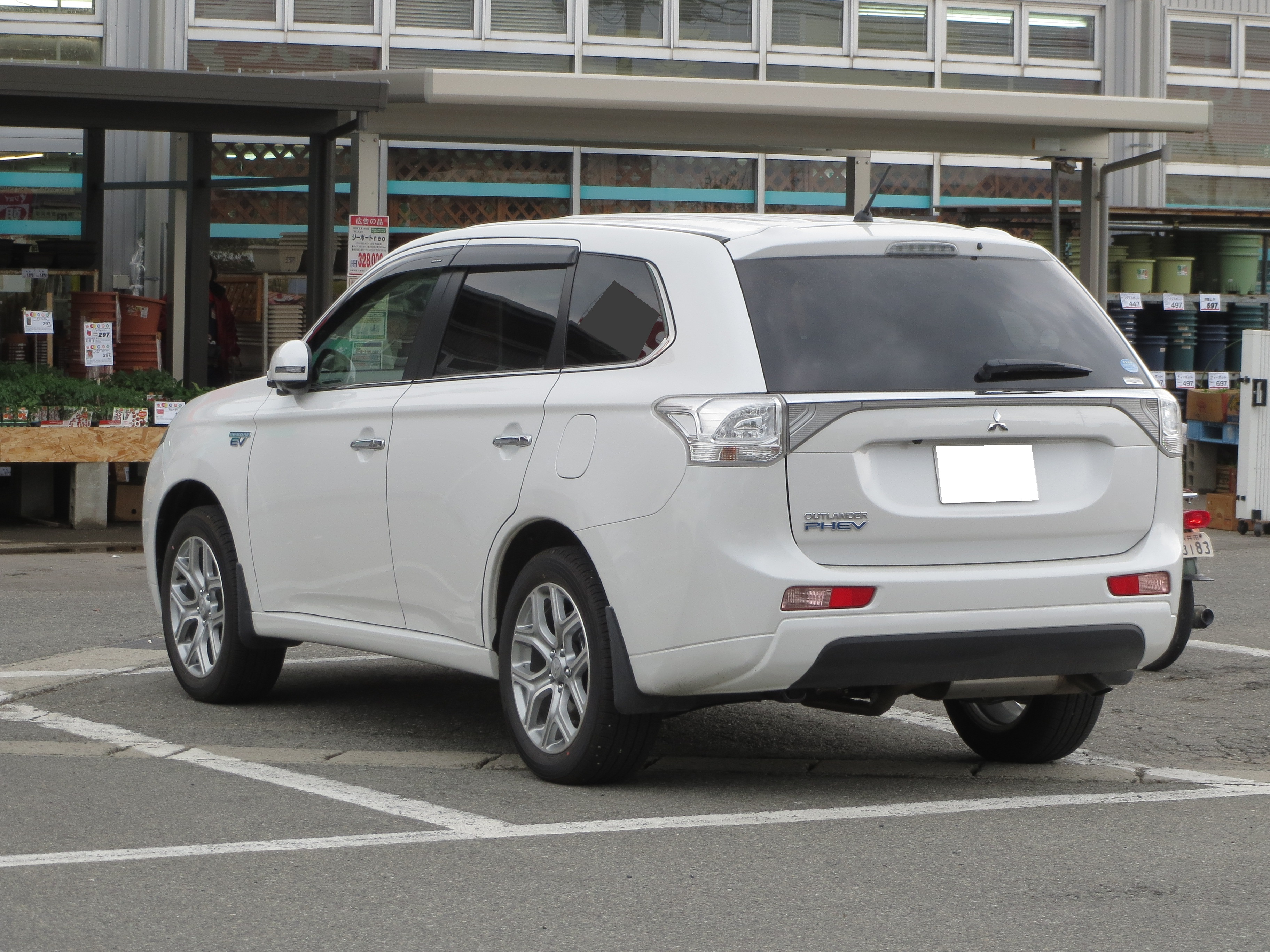
2012年10月初期型 PHEV G 後面 （2013年1月 - 2014年4月）
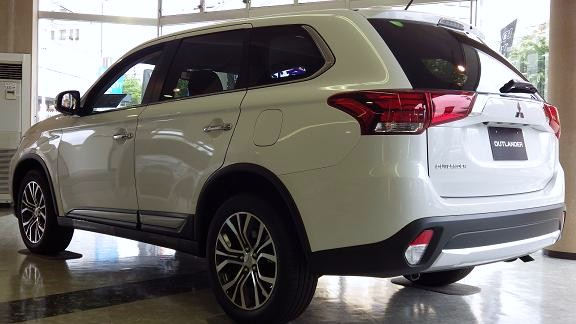
2015年6月改良型 24G Navi Package 後面
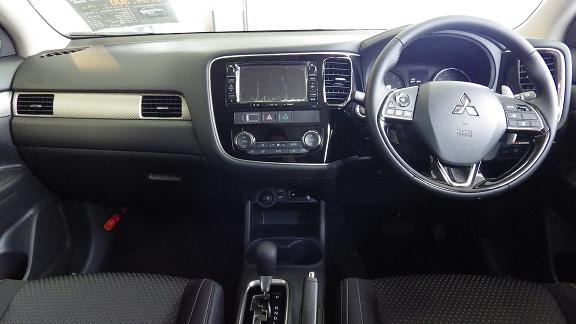
2015年6月改良型 24G Navi Package 室内
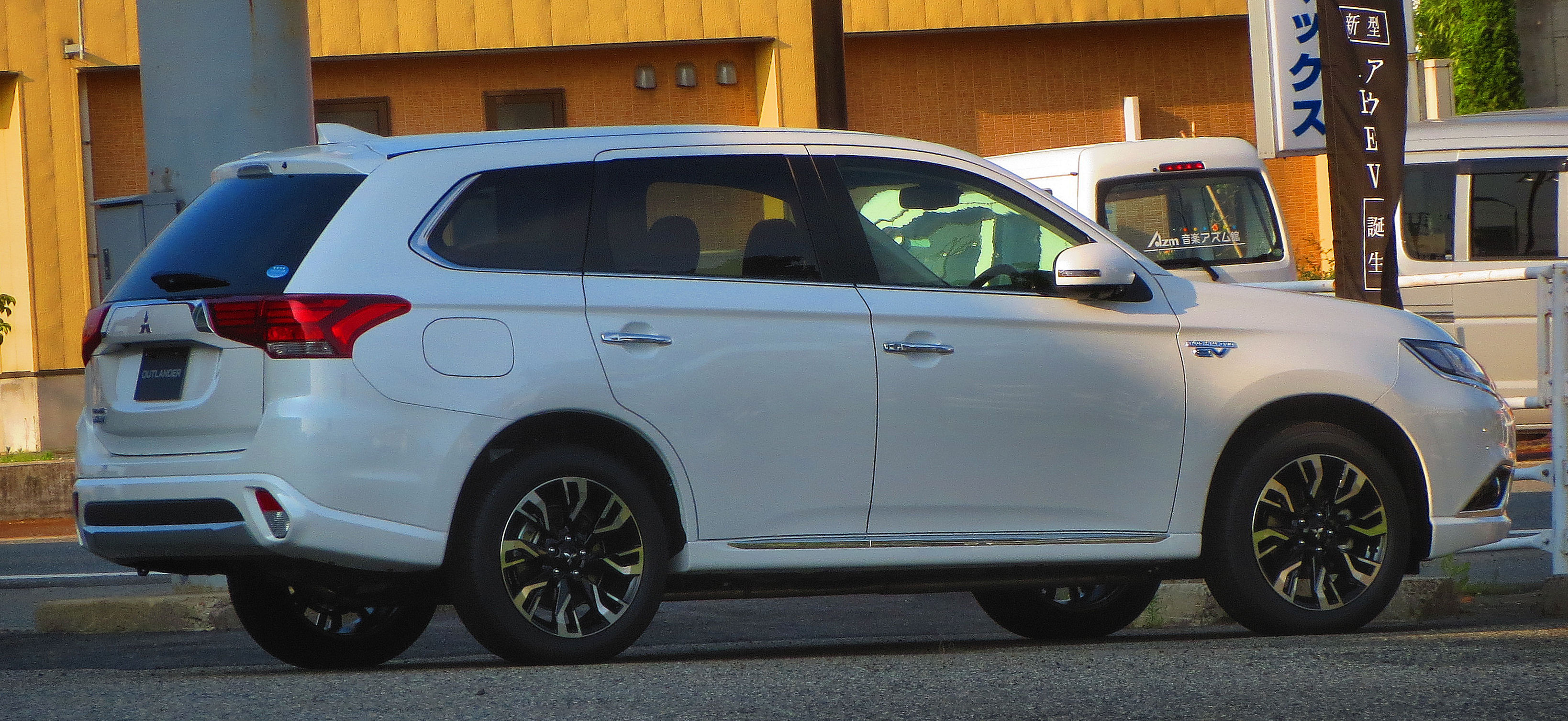
2015年6月改良型 PHEV G Navi Package 右側面 （2015年6月 - 2017年2月）
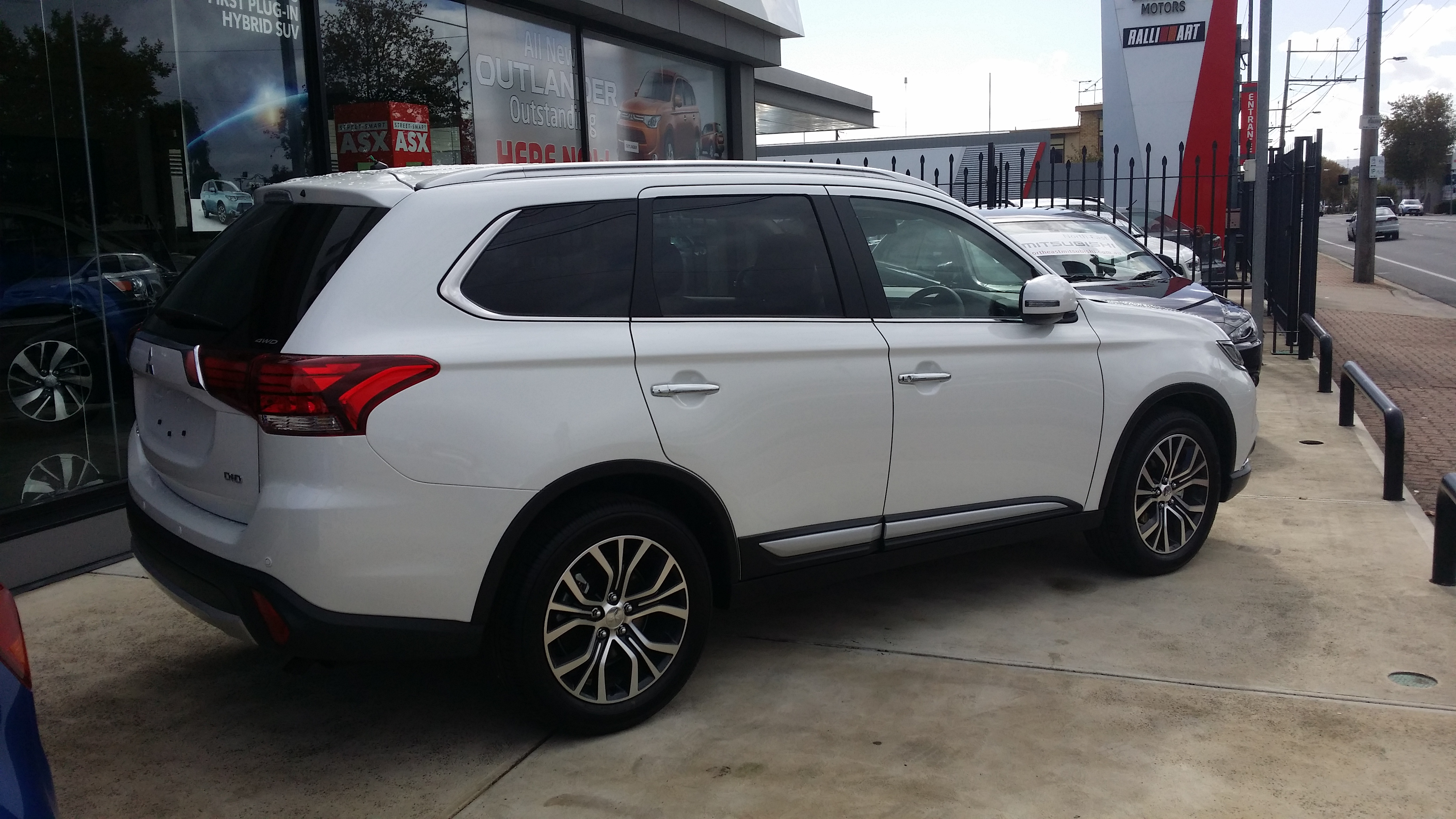
2015年6月改良型 DI-D 右側面
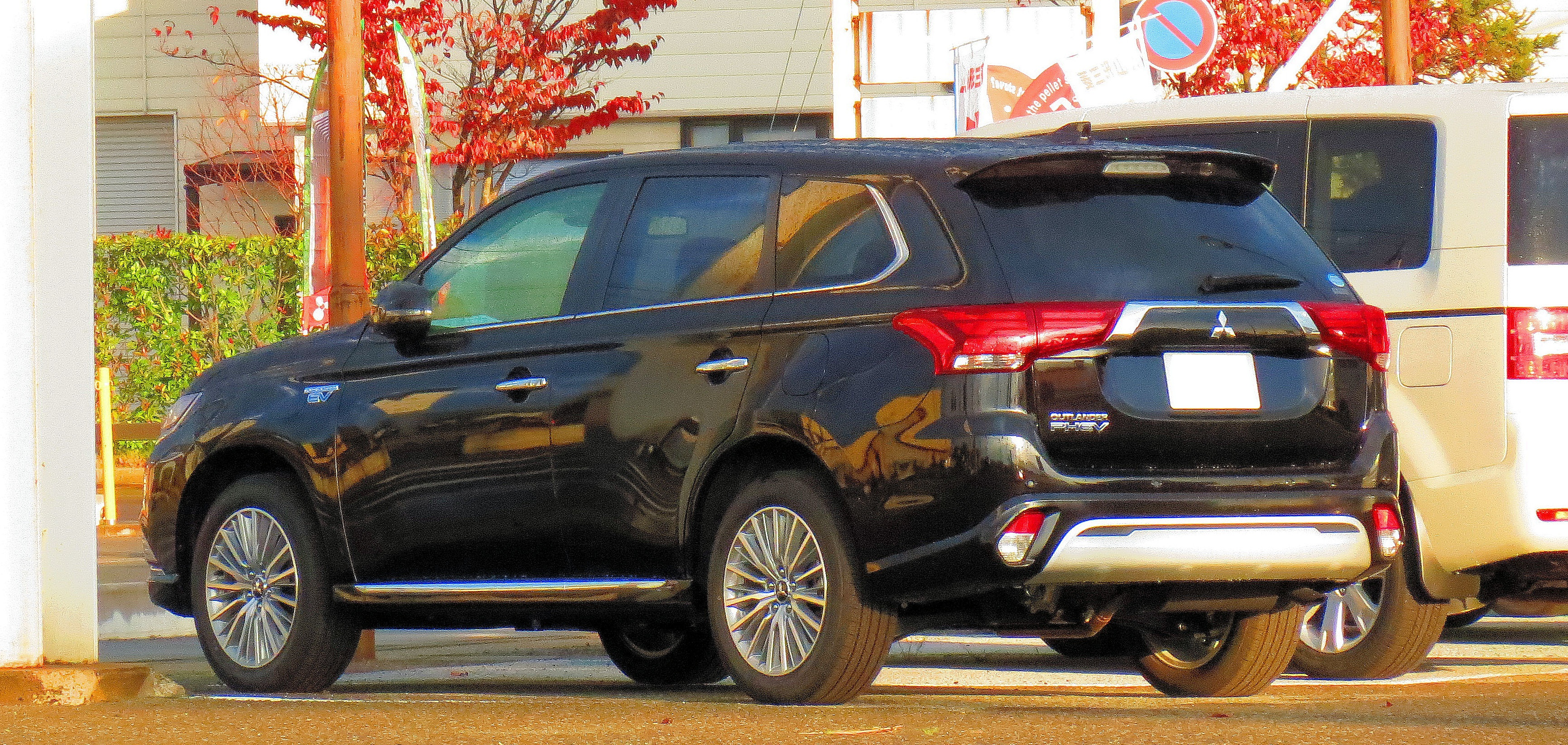
2018年8月改良型 PHEV G Plus Package 後面 (2018年8月 - )
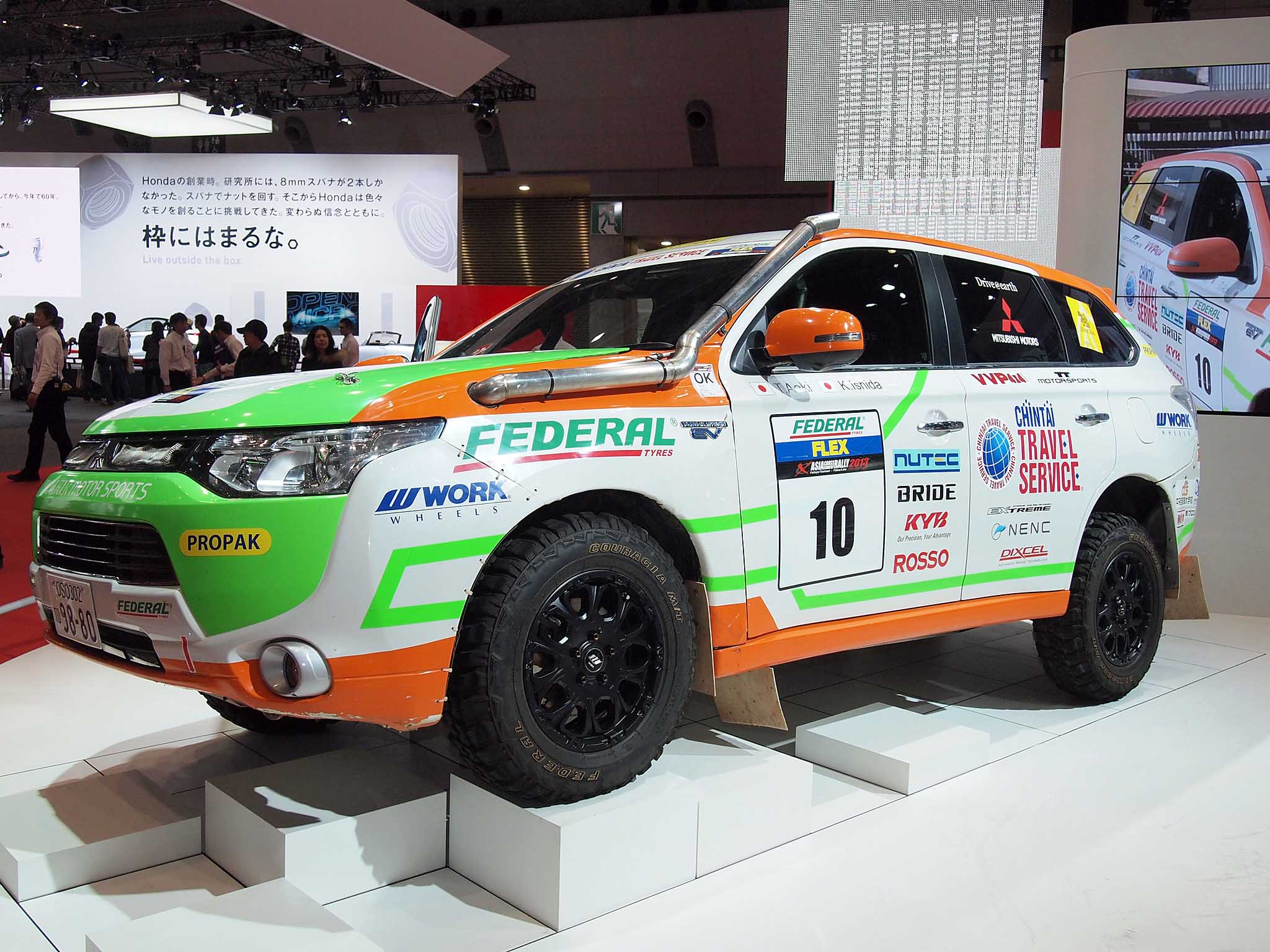
アジアクロスカントリーラリー参戦車
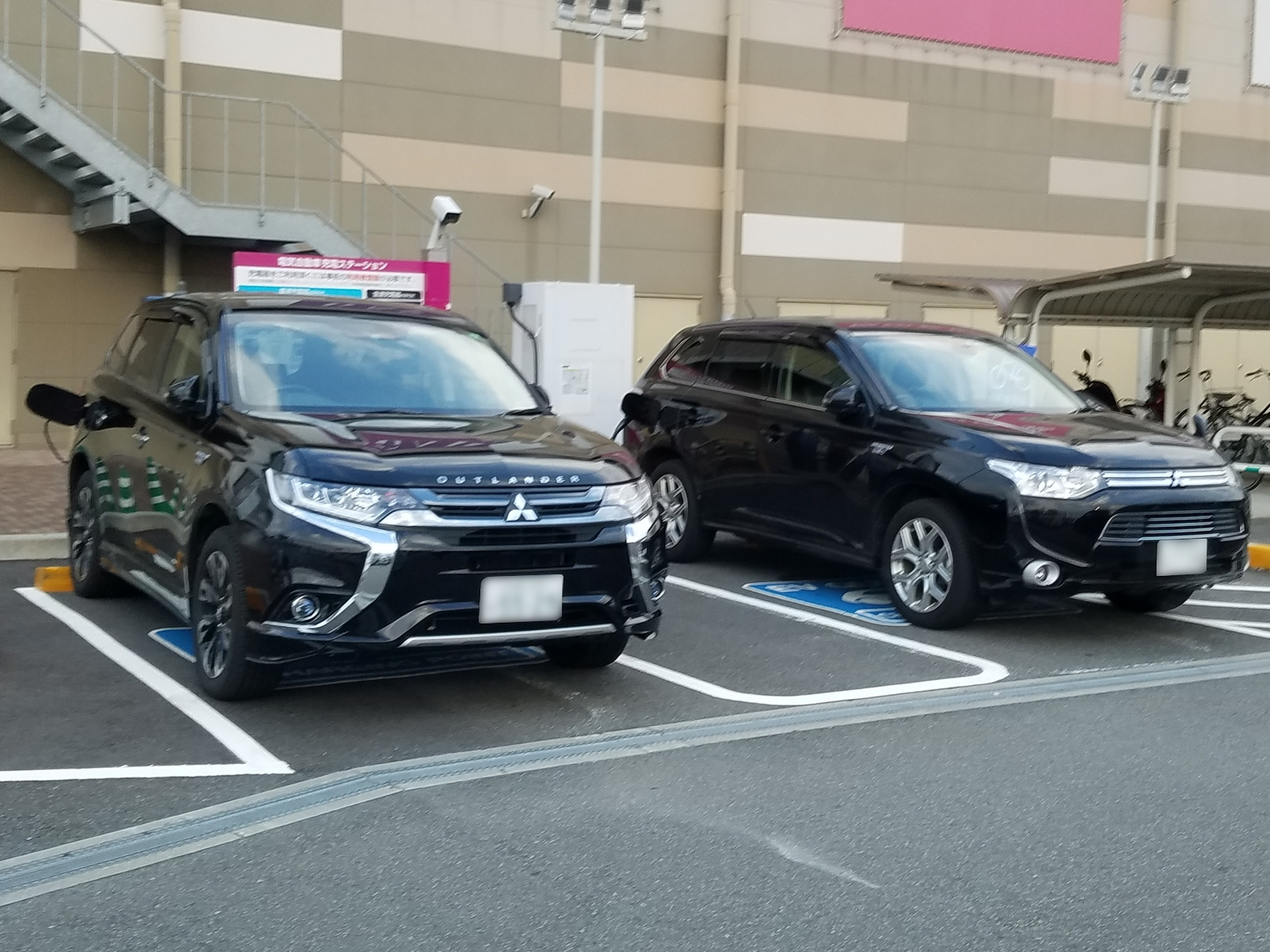
PHEV(左：2015年6月改良型 右：2012年12月初期型)

## 3代目 GN0W型（2021年 - ）

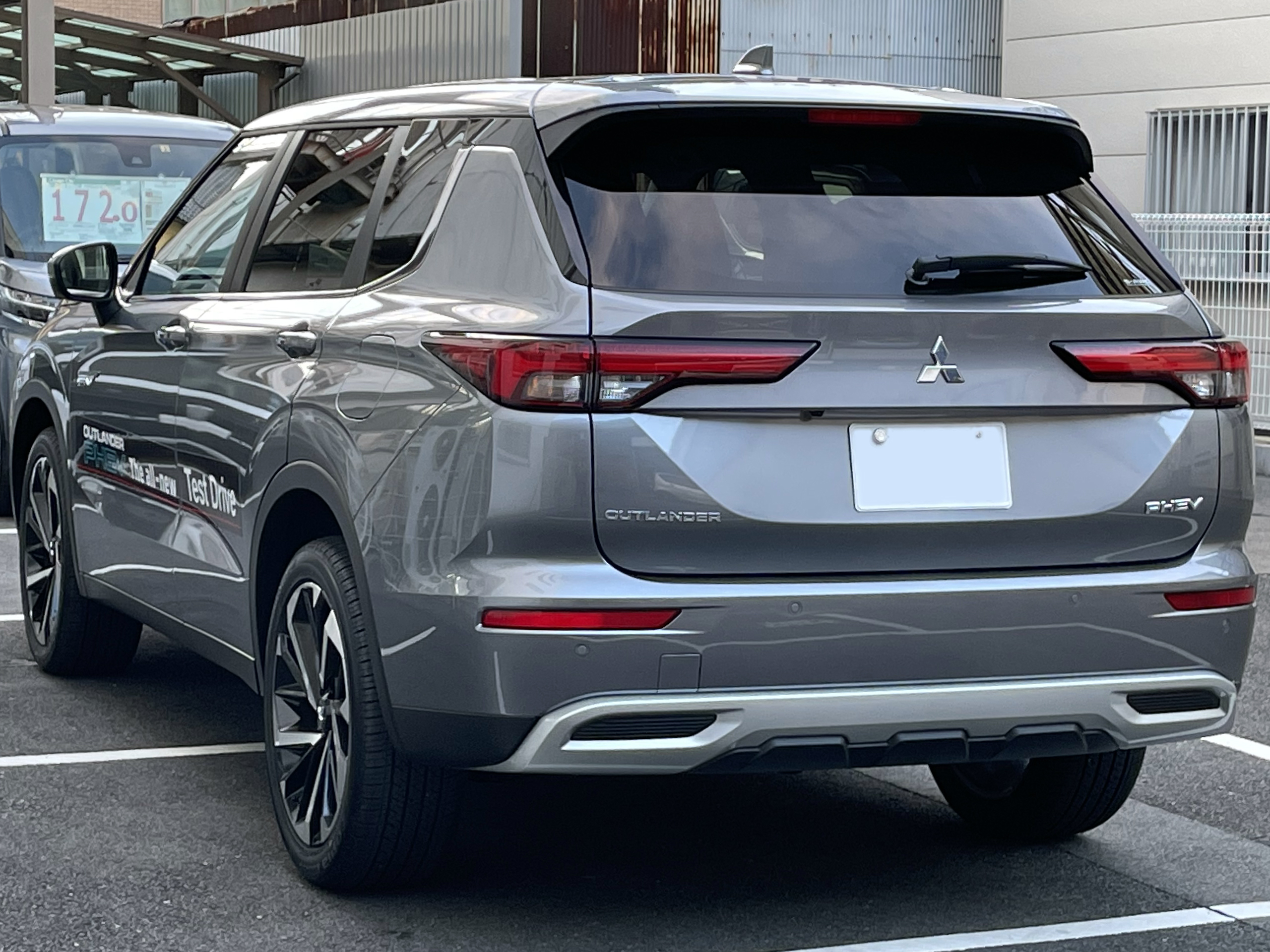
日本仕様 PHEV G 5人乗り リア

約9年ぶりのフルモデルチェンジとなる3代目は、エクステリアは2019年のジュネーブモーターショーおよび東京モーターショーで登場した電動SUVコンセプト「エンゲルベルクツアラー（ENGELBERG TOURER）」を源流とした新コンセプト「BOLD STRIDE（ボールド・ストライド）」を掲げ、堂々とした存在感のある佇まい、大地を踏みしめる力強さ、新しい一歩を踏み出す頼もしさのすべてを表現している。フロントデザインコンセプトの「DINAMIC SHILED（ダイナミック・シールド）」は新世代化されている。一方、インテリアは、走行時の車体姿勢の変化をつかみやすい水平基調の“HORIZONTAL AXIS（ホリゾンタル・アクシス）を進化させて採用している。
プラットフォームには間接的な兄弟車となる日産・ローグ/エクストレイル同様、ルノー・日産・三菱アライアンスによって開発されたCMF C/Dが採用され、北米向けのエンジンは日産が新開発した直噴の「PR25DD」を搭載し、「ES」以外のすべてのグレードで20インチアルミホイールを採用している。
日本向けPHEVモデルは、エンジンは2代目（PHEVモデルとしては初代）から4B12型が踏襲されるものの、モーターや駆動用バッテリーの出力が向上されたことで、アクセルペダルを強く踏み込む場合でも極力エンジンを始動せずにEV走行の維持が可能となり、駆動用バッテリーの総電力量を20kWhに大容量化されたことで、エアコン使用時でも十分な航続距離が確保され、充電頻度を低減。タンク容量が56Lに増大したことで、EV走行とハイブリッド走行を合わせた総合渡航可能距離も拡大された。さらに、リアモーターとコントロールユニットが一体化されたことでフロアスペースが確保され、サードシートの設置が可能となったことで、初代からの5人乗り仕様に加え、7人乗り仕様が新たに設定されるようになった。
レーダークルーズコントロールと車線維持支援機能を統合した高速道路同一車線運転支援機能「MI-PILOT（マイパイロット）」が搭載され、車間距離と車線中央を保ちながら走行することで運転をサポートするほか、速度標識を認識して設定速度を自動切り替え、ナビリンク機能による地図情報を活用して高速道路上のカーブや分岐などで適切な車速に自動調整、渋滞時でも停車後約30秒以内の自動発進を実現することで、長距離走行や渋滞時の疲労低減に寄与する。新採用された「MITSUBISHI CONNECT」はスマートフォンの専用アプリを利用し、SOSコール（エアバッグ展開時自動通報機能付）による救急車などの出動要請、駆動用バッテリーの走行可能距離の確認、充電のタイマー設定や充電完了通知、車両の駐車位置を地図に表示させて自車位置を確認（カーファインダー）することが可能なほか、車両の運転状況を通知するドライブ見守り通知機能や、ドアの不正解錠を検出するとユーザーに通知がいくセキュリティアラーム通知機能なども備わる。

### 年表
- 2020年12月11日
  - 2021年2月にフルモデルチェンジを実施することが発表され、デザインが一部公開された。
- 2021年2月17日（日本時間）
  - アメリカのAmazon Liveを通じたオンライン発表会で正式にフルモデルチェンジし、同年4月よりアメリカ、カナダ、プエルトリコで発売されることが発表された（これらの国々では日本で販売されていたエアトレックをアウトランダーとして発売されていたため、本モデルが4代目となる）[43]。
- 2021年7月29日
  - プラグインハイブリッドEV（PHEV）モデルを追加設定し、今冬に日本で発売予定であることを発表[44]。2代目で追加設定されたPHEVモデルが3代目へフルモデルチェンジされることとなった。
- 2021年10月1日
  - 日本向けPHEVモデルのティザーサイトを公開。改良型のS-AWCを採用することも発表された[45]。
- 2021年10月14日
  - 日本向けPHEVモデルのデザインを公開。併せて、オンライン発表会を同年10月28日に実施・発売時期を12月中旬とすることも発表された[46]。
- 2021年10月28日
  - 日本向けPHEVモデルのフルモデルチェンジを正式発表。発売日も発表され、同日より先行注文が開始された[47]。
  - グレード体系は「M」・「G」・「P」の3グレードとなり、「G」のみ5人乗りと7人乗りを選択可能で、「M」は5人乗り専用、「P」は7人乗り専用となる。尚、「G」と「P」にはアウトランダー史上最大径となる20インチアルミホイールが備わる。
  - 三菱の登録車初となる高速道路同一車線運転支援機能「MI-PILOT（マイパイロット）」、三菱車初となる「MITSUBISHI CONNECT」も設定される。
  - ボディカラーは初代PHEVからレッドダイヤモンド（有料色）、スターリングシルバーメタリック、チタニウムグレーメタリック、ブラックマイカの4色を引き継ぎ、有料色のホワイトパールとルビーブラックパールはダイヤモンドカラーシリーズであるホワイトダイヤモンドと新規色のブラックダイヤモンドへ入れ替え。新たに、コスミックブルーマイカとディープブロンズメタリックを加えて8色に拡大するとともに、先代のガソリンモデルの特別仕様車「Black Edition」に設定されていた2トーンカラーが「P」専用色としてカタログカラー化され、ホワイトダイヤモンド×ブラックマイカとブラックダイヤモンド×ディープブロンズメタリックの2色が設定された。
- 2021年11月1日
  - 豪州での発売を発表。当初は北米仕様同様にガソリンエンジンモデルをラインナップし、2022年上半期には日本に続きPHEVモデルが投入されることもアナウンスされた[48]。
- 2021年12月10日
  - 日本向けPHEVモデルが「2021-2022日本カー・オブ・ザ・イヤー」において、革新的な環境・安全その他技術を備えたクルマに与えられる「テクノロジー・カー・オブ・ザ・イヤー」を受賞[49]。
- 2021年12月16日
  - 日本向けPHEVモデルを同日より発売。先行注文開始から発売前日までの約1ヶ月半の受注台数が、月販売目標台数（1,000台）の約7倍となる6,915台となったことも発表された[50]。
- 2022年2月9日
  - 日本向けPHEVモデルが同年2月5日時点での累計受注台数が1万台を超えたことを発表。先行受注の開始からわずか3ヶ月で初代PHEVモデルの年間過去販売台数の約11,000台に迫り、月平均で販売計画（1,000台/月）の3倍を超えるハイペースとなった[51]。
- 2022年3月4日
  - PHEVモデルをニュージーランドで販売することを発表（3月6日販売開始）[52]。
  - 2代目に移行したPHEVモデルでは初となる海外市場での販売となり、2021年11月の先行注文開始から約4ヶ月を経過した2022年2月20日までに500台を受注した。ニュージーランドでの発売を皮切りに、2022年中に豪州や北米への投入も予定されている。
- 2022年3月17日
  - 日本向けの純正アクセサリーに日本国内でのブランド復活を果たした「ラリーアート」を追加[53]。
  - アウトランダー（日本向けPHEVモデル）用には、ガーニッシュ3点（フロントスキッド・サイドアンダー・リアバンパー）をセットにした「RALLIARTガーニッシュパッケージ」をはじめ、マッドフラップ、サイドデカール、テールゲートスポイラー、フロアマットがラインナップされる。
- 2022年8月12日
  - PHEVモデルを豪州で販売することを発表（8月15日販売開始）[54]。
- 2022年10月6日
  - 日本向けPHEVモデルを一部改良並びに特別仕様車「BLACK Edition」を発表（10月27日発売）[55]。
  - コネクティッド機能が充実化され、スマートフォンアプリ「My MITSUBISHI CONNECT」に遠く離れた場所からでもアプリを利用してドアの施錠・解錠を可能にする「リモートドアロック/アンロック」機能を設定。また、「MITSUBISHI CONNECT」に登録のうえ、有償オプション契約をすることで定額料金・データ容量無制限で車内Wi-Fiの利用が可能となった。
  - ボディカラーの設定が変更され、「P」専用の2トーン（有料色）にレッドダイヤモンド/ブラックマイカとスターリングシルバーメタリック/ブラックマイカが追加され、4色に拡充された。
  - 「BLACK Edition」は「G」をベースに、外観はフロントグリル・スキッドプレート（フロント/リア）・ドアミラーをブラックで統一するとともに、センターとクォーターのピラーにグロスブラック、20インチアルミホイールをブラック塗装とした。内装は天井色をブラックとし、シフトパネルには専用レーザーエッジング加工が施された。ボディカラーはモノトーンはブラックマイカとブラックダイヤモンド（有料色）の2色、ベースグレードでは設定されない2トーンカラー（有料色）はレッドダイヤモンド/ブラックマイカ、スターリングシルバーメタリック/ブラックマイカ、ホワイトダイヤモンド/ブラックマイカに加え、特別設定色のチタニウムグレーメタリック/ブラックマイカの4色が設定される。
- 2022年11月1日
  - PHEVモデルをカナダとアメリカで同月より発売し、その翌月にはプエルトリコでも発売されることを発表。日本での発売開始から約1年遅れての北米への導入となった[56][57]。
- 2022年11月19日
  - 広汽三菱汽車を通じて中国での生産及び販売を開始したことを発表[58]。中国仕様では1.5L直噴ターボエンジンを搭載したマイルドハイブリッド車での発売となる[59]。
- 2023年12月7日
  - 日本向けPHEVモデルを一部改良（カタロググレードは同日より、特別仕様車「BLACK Edition」は2024年2月8日に順次発売）[60]。
  - HDMIポートを新たに追加したほか、LEDリアフォグランプを全グレードに、ヘッドライトウォッシャーを「G」と「P」にそれぞれ標準装備された。
  - ボディカラーの設定が変更となり、モノトーンはチタニウムグレーメタリックと入れ替えでグラファイトグレーメタリック、「P」専用の2トーン（有料色）はブラックダイヤモンド/ディープブロンズメタリックと入れ替えでブラックダイヤモンド/スターリングシルバーメタリックがそれぞれ設定された。
  - 「BLACK Edition」はベースグレードを「G」から「P」に変更したこと[注釈 13]でベースグレードに装備されているヘッドアップディスプレイやBOSEプレミアムサウンドシステムが追加されるほか、電動パノラマサンルーフが新たに特別装備された。また、ダイナミックシールドをグロスブラック、サイドウインドウモールをブラックにそれぞれ変え、グロスブラックのルーフレールとブラック（ブラックステッチ）のセミアニリンレザーシートが特別装備された。ボディカラーはモノトーンはブラックマイカを新色のグラファイトグレーメタリックへ入れ替え、2トーン（有料色）は既存色をレッドダイヤモンド/ブラックマイカとホワイトダイヤモンド/ブラックマイカの2色に絞り、特別設定色のチタニウムグレーメタリック/ブラックマイカはグラファイトグレーメタリック/ブラックマイカへ入れ替えた。
- 2024年8月1日
  - 同年秋の日本向けPHEVモデルの大幅改良に先駆け、ティザーサイトが公開された[61]。
- 2024年10月2日
  - 大幅改良されるPHEVモデルを2025年春よりEU市場で順次販売することを発表[62]。
- 2024年10月9日
  - 日本向けPHEVモデルの大幅改良を発表（10月31日発売）[63]。キャッチコピーは「ごちゃごちゃうるせえ、いいクルマ。」でCMキャラクターに初代モデル以来、俳優の江口洋介が起用され、また、CM中のアウトランダーの声に声優の大塚明夫が起用された。
  - リチウムイオンバッテリーの刷新に伴ってバッテリー容量が22.7kWhに増量され、EV渡航距離が向上されるとともに、PHEVシステムの最高出力を向上。フロントバンパーグリル内に走行速度やエンジンの状況により自動的に開閉させるグリルシャッターが追加されるとともに、床下アンダーカバーやリアバンパーの形状を変更。
  - 外観はフロントアッパーグリルとスキッドプレートの造形を変更するとともに、スキッドプレートの色をチタニウムグレーへ変更。リアコンビネーションランプはスモークタイプとなり、ターンランプやバックランプをLED化。アルミホイールを新デザインへ変更された。
  - ボディカラーはディープブロンズメタリックと入れ替えで新規色のムーンストーングレーメタリック（有料色）を追加。「P」専用の2トーン（有料色）はスターリングシルバーメタリック/ブラックマイカと入れ替わりで新色のムーンストーングレーメタリック/ブラックマイカを追加、「Black Edition」設定色だったグラファイトグレーメタリック/ブラックマイカがカタログカラーへ格上げされたことで5色に拡充された。
  - スマートフォン連携ナビゲーションはモニターサイズが12.3インチに大型化され、「MITSUBISHI CONNECT」の機能拡充により、ナビゲーション上でPlaces API（Googleによる目的地検索）やストリートビュー、航空写真ビューの利用も可能となった。シートベンチレーションやデジタルルームミラー（フレームレス）が新たに採用され、ヤマハとの共同開発による専用オーディオシステム「Dynamic Sound Yamaha」も採用された（グレードにより8スピーカーの「Dynamic Sound Yamaha Premium」または12スピーカーの「Dynamic Sound Yamaha Ultimate」のどちらかが設定され、標準装備またはメーカーオプション設定となる）。
  - グレード体系では最上級グレードの「P Executive Package」を追加して4グレード体系とするとともに、従来は7人乗り仕様のみだった「P」に5人乗り仕様が追加された。

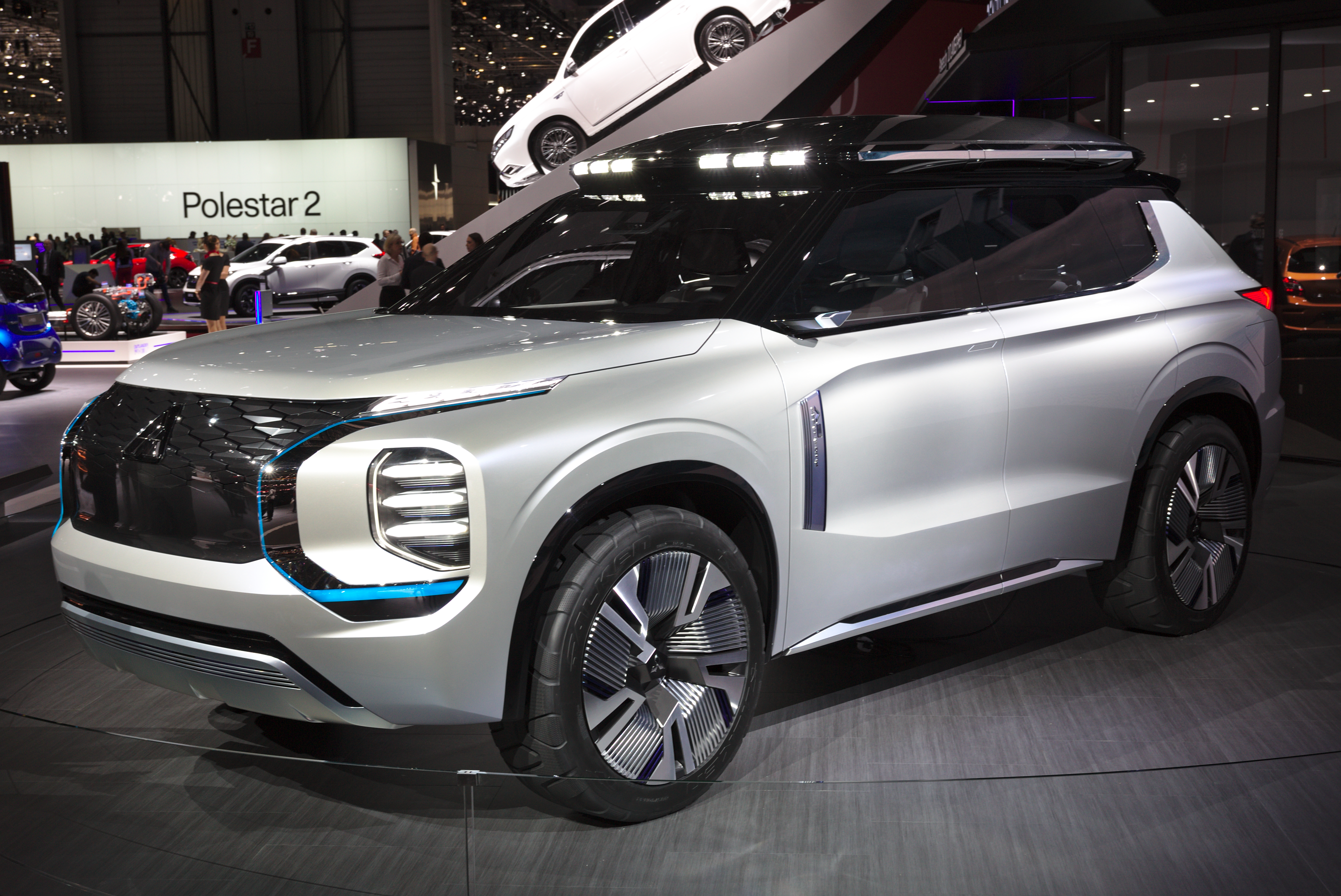
エンゲルベルクツアラー フロント
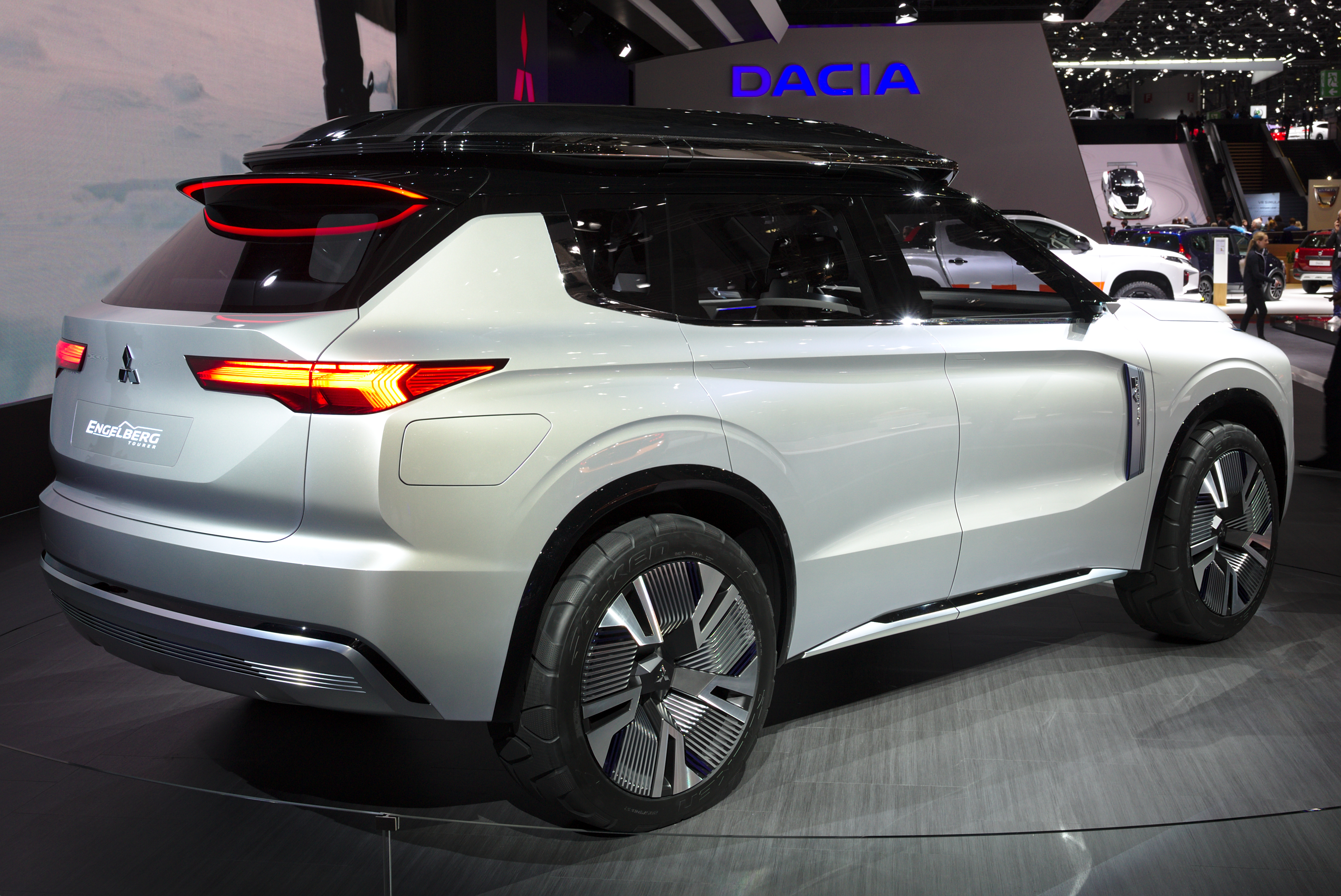
エンゲルベルクツアラー リア
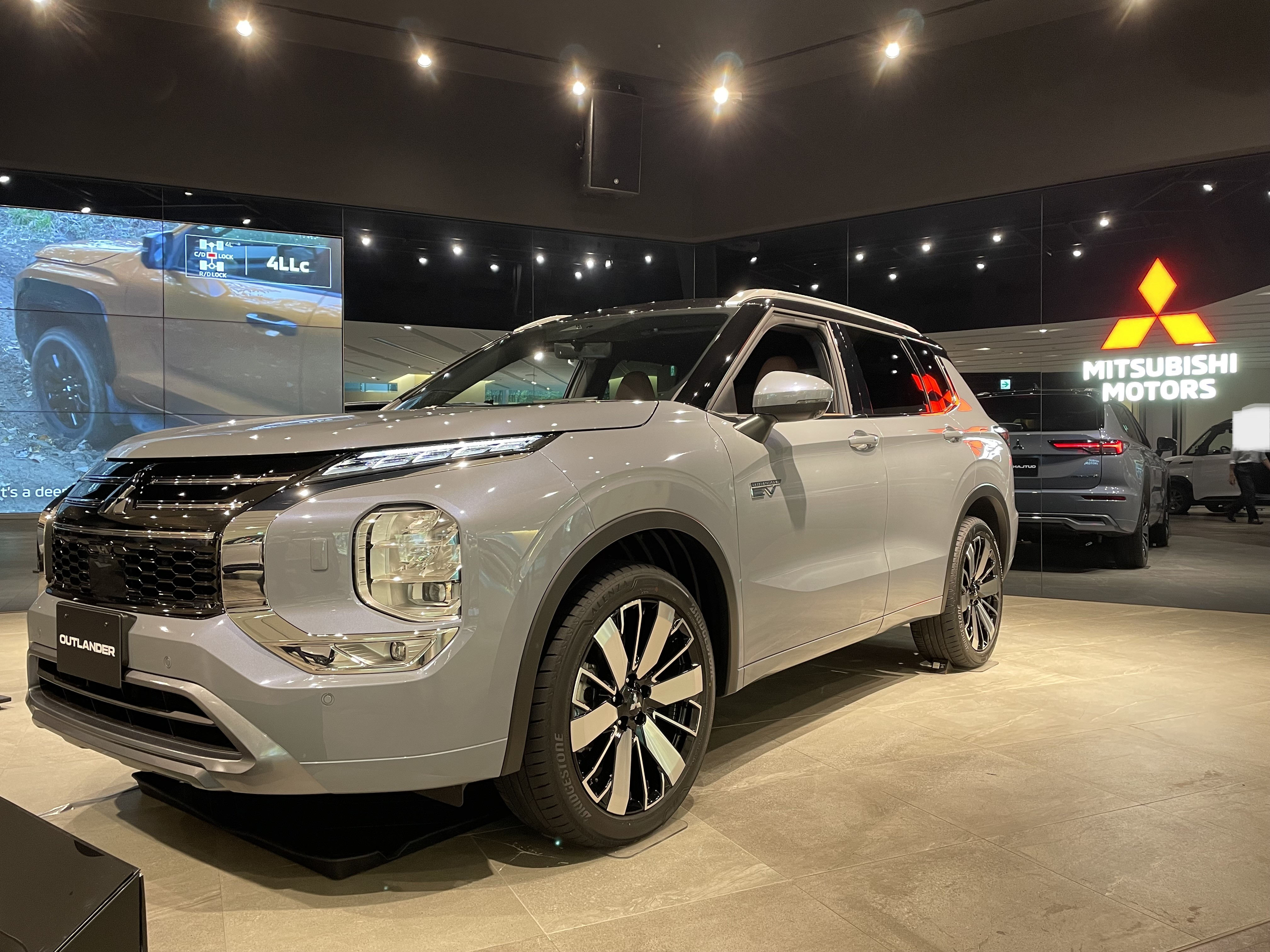
改良後
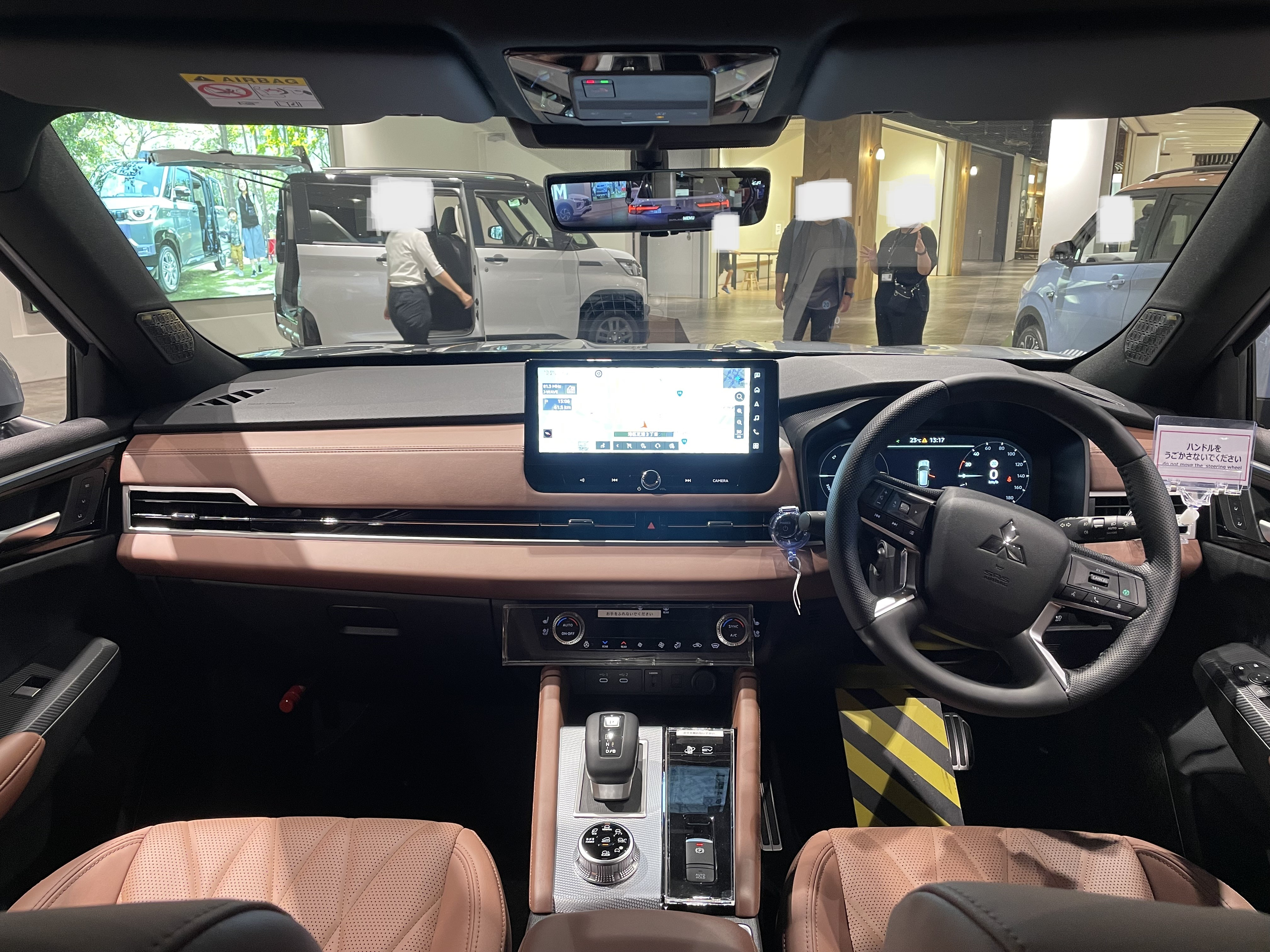
改良後のコックピット

## 車名の由来
「Outland（遠隔の地、辺地）」+ 「er」。「遠く未知なる地へ向かう冒険者」の意味。初代に設定していたエアロバージョンの「ROADEST」とは“道”を意味する「Road」と“最上級”を意味する「 - est」の掛け合わせで、オンロードでの走りの良さを予感させるスタイリッシュなエアロ仕様を纏った上級モデルをイメージしている。

## 生産工場
初代
- 水島製作所（岡山県倉敷市）
- 中華汽車（台湾向け）
- ネッドカー（オランダ、欧州向け）[64]
- ヒンドゥスタン・モーターズ（インド向け）
- PCMA-Rus（ロシアカルーガ州）

2代目
- 岡崎製作所（愛知県岡崎市）
- パジェロ製造（岐阜県加茂郡坂祝町）
- 広汽三菱汽車（中国向け）
- 中華汽車（台湾向け）
- PCMA-Rus（ロシア向け）
- タンチョン・モーター（英語版）（マレーシア向け）
- ミツビシ・モーターズ・ベトナム（ベトナム向け）
- ミツビシ・モーターズ・タイランド（タイ王国向け、PHEVのみ）

3代目
- 岡崎製作所（愛知県岡崎市）
- 広汽三菱汽車（中国向け）

## その他
2016年（平成28年）、中国の電気自動車ベンチャーであるWMモーターズが、2代目アウトランダー後期型の広報写真を加工し、自社のコンセプトカーとして発表していたことが発覚した。
PHEV用モータ・インバータ・ジェネレータは、明電舎製が採用されている。